# الحرب الأهلية اليمنية (2014–الآن)
الحرب الأهلية اليمنية هي حرب أهلية تدور بين جماعة الحوثيين والقوات الموالية للرئيس السابق علي عبد الله صالح (حتى الانقلاب على الحوثيين في 2017) المدعومين من إيران من طرف، والقوات الحكومية الموالية للرئيس عبد ربه منصور هادي المدعومين من السعودية والإمارات العربية المتحدة والبحرين والكويت والمغرب وقطر (استبعدت من التحالف) ومصر والسودان والأردن من طرف آخر،  فيما يهاجم مسلحو تنظيم القاعدة الطرفين السابقين على حد سواء.
بدأت بمعارك وهجمات شنها الحوثيين بتواطؤ من الرئيس السابق علي عبد الله صالح للسيطرة على العاصمة صنعاء 21/9/2014 ثم إسقاط عدن وتعز ومأرب. وبدأ الهجوم على هذه المحافظات الثلاث في 22 مارس 2015، باندلاع اشتباكات في محافظة تعز،  وكانت الاشتباكات في مأرب قد بدأت منذ أواخر 2014 بعد سيطرة الحوثيين على صنعاء وقبلها معركة عمران ورداع، حيث سيطر الحوثيون على عمران وصنعاء وضواحيها تحت غطاء مطالب سياسية، وانتقلت المعارك إلى تعز بعد إنقلاب الحوثيين وكذلك محافظات جنوب البلاد لحج والضالع وشبوة وعدن.
بحلول 25 مارس أسقط الحوثيون أجزاء من تعز والمخا ولحج وتقدموا إلى مشارف عدن، مقر الحكومة ومعقل الرئيس هادي. الذي غادر البلاد بعد تعرض القصر الجمهوري في عدن لقصف جوي،  وفي نفس اليوم، أعلنت السعودية  بدء عملية عاصفة الحزم لإستعادة الشرعية في البلد بمشاركة العديد من الدول الخليجية، وتقديم المساعدة اللوجستية من الولايات المتحدة الأمريكية وذلك إثر طلب الرئيس الشرعي عبدربه منصور هادي التدخل العسكري بشكل رسمي من دول التحالف لإنهاء التمرد.
أعلن الأمين العام للأمم المتحدة بان كي مون في 20 مايو 2015 عن بدء محادثات مؤتمر جنيف بشأن اليمن،  ورفض الحوثيين الحوار مع حكومة الرئيس عبد ربه منصور هادي، وطالبوا بالتحاور مع السعودية مباشرة،  وفي 19 يونيو قال وزير الخارجية اليمني إن المفاوضات انتهت دون التوصل لأي اتفاق.
في 14 يوليو تقدمت «المقاومة الشعبية» وسيطرت على مطار عدن،  وبحلول 22 يوليو استعادت السيطرة الكاملة على المدينة،  وقالت الحكومة اليمنية أنها بدأت عملية السهم الذهبي لتحرير بقية المناطق من الحوثيين. وفي أواخر يوليو، تقدمت القوات الموالية لهادي خارج مدينة عدن،  وشنت هجمات على مناطق الحوثيين في محيط قاعدة العند الجوية بمحافظة لحج،  واستعادت السيطرة عليها، معلنة بذلك السيطرة الكاملة على المحافظات الجنوبية لحج والضالع،  ومحافظة أبين. وتواصلت الاشتباكات في تعز وإب وسط اليمن، ومأرب شمالاً والبيضاء جنوباً. واندلعت اشتباكات لفترة وجيزة في محافظة إب وسط اليمن بعد سيطرة المقاومة على ثمان مديريات. وفقد الحوثيون السيطرة على مديرية عتمة بمحافظة ذمار جنوب صنعاء. ودخل الجيش محافظة شبوة بعد انسحاب الحوثيين منها في 15 أغسطس.
وتقدمت القوات الحكومية في 1 أكتوبر نحو «مضيق باب المندب الإستراتيجي» وفرضت سيطرتها على المضيق وعلى جزيرة ميون، ومنطقة المضيق ومنطقة ذباب المطلة على المضيق. معززة بذلك سيطرتها على المناطق الجنوبية من اليمن. وتتقدم القوات الحكومية شمالاً باتجاه ميناء المخا الذي يسيطر عليه الحوثيون. وبحلول 7 أكتوبر استعادت قوات التحالف السيطرة على كامل مديرية صرواح آخر معاقل الحوثيين في محافظة مأرب. وأعلنت قوات التحالف تحرير كامل محافظة مأرب.
بحلول منتصف أكتوبر كانت القوات الشرعية قد استعادت السيطرة على عدن ولحج وأبين والضالع وشبوة ومأرب، فيما تشهد محافظات تعز والبيضاء مواجهات مسلحة، ومحافظات الجوف وإب والحديدة اشتباكات متقطعة، بينما تخضع لسيطرة الحوثيين العاصمة والمحافظات الشمالية صنعاء وذمار والمحويت وعمران وحجة وصعدة. وفي أواخر أكتوبر ومطلع نوفمبر اندلعت معارك واسعة في المثلث الفاصل بين محافظات الجوف ومأرب وصنعاء،  وفي محافظة الضالع وشبوة. وفي أوائل ديسمبر سيطر الجيش على جزيرة زقر وجزر حنيش في البحر الأحمر.
في منتصف ديسمبر سيطرت قوات الجيش الموالي لهادي على «معسكر ماس» في حدود محافظتي الجوف ومأرب، وتعمقت داخل محافظة الجوف وسيطرت على مركز المحافظة الحزم و«معسكر اللبنات»، وفي اليومين التاليين دخلت حجة ومحافظة صنعاء مسرح الأحداث حيث قدمت قوات حكومية من منفذ الطوال الحدودي مع السعودية وسيطرت على مدينة حرض، وتقدمت القوات من الجوف ومأرب وتعمقت في مديرية نهم التابعة لمحافظة صنعاء،  واستمرت الاشتباكات المتقطعة ومعارك الكر والفر في المثلث الفاصل بين صنعاء ومأرب والجوف حتى أوائل فبراير 2016 عندما تقدمت القوات الحكومية في منطقة فرضة نهم واستعادت السيطرة على معسكر اللواء 312 مدرع بالقرب من العاصمة صنعاء.
استطاع تنظيم القاعدة التوسع في محافظات لحج وأبين وشبوة وأجزاء من عدن مستغلاً الانفلات الأمني بعد إخراج الحوثيين ودخول قوات التحالف إلى هذه المناطق. وابتداءاً من 18 فبراير 2016 بدأت قوات التحالف بشن غارات جوية على مواقع سيطر عليها التنظيم في محافظة أبين ومحافظة لحج ومحافظة شبوة ومحافظة حضرموت.
بلغ عدد ضحايا النزاع في اليمن حتى 29 سبتمبر 2015 5248 قتيل، و26191 مصاب، و1,439,118 نازح داخلياً، و250,000 نازح خارج اليمن. بحسب مكتب الأمم المتحدة لتنسيق الشؤون الإنسانية. وكان بين القتلى أكثر من 2000 مدني أثناء النزاع، بينهم 400 طفلاً.
في أوائل شهر أكتوبر 2016 دخلت محافظة صعدة في خط المواجهات البرية لأول مرة عندما تقدمت قوات حكومية من «منفذ البقع» الحدودي مع السعودية ودخلت محافظة صعدة، وسيطرت على مطار البقع المحلي في مديرية كتاف.
قدرت الأمم المتحدة بأن عدد ضحايا النزاع في اليمن سيصل إلى 377,000 شخص في نهاية عام 2021. وكان بين القتلى بأسباب مباشرة أكثر من 6,872 مدني، أغلبهم بسبب الغارات الجوية للتحالف. وصرح تقرير مشترك بين الأمم المتحدة ومنظمة الهجرة الدولية في عام 2016، بأن عدد النازحين بسبب الحرب قد بلغ 2,205,102 داخلياً، و 949,470 خارج اليمن.

## خلفية

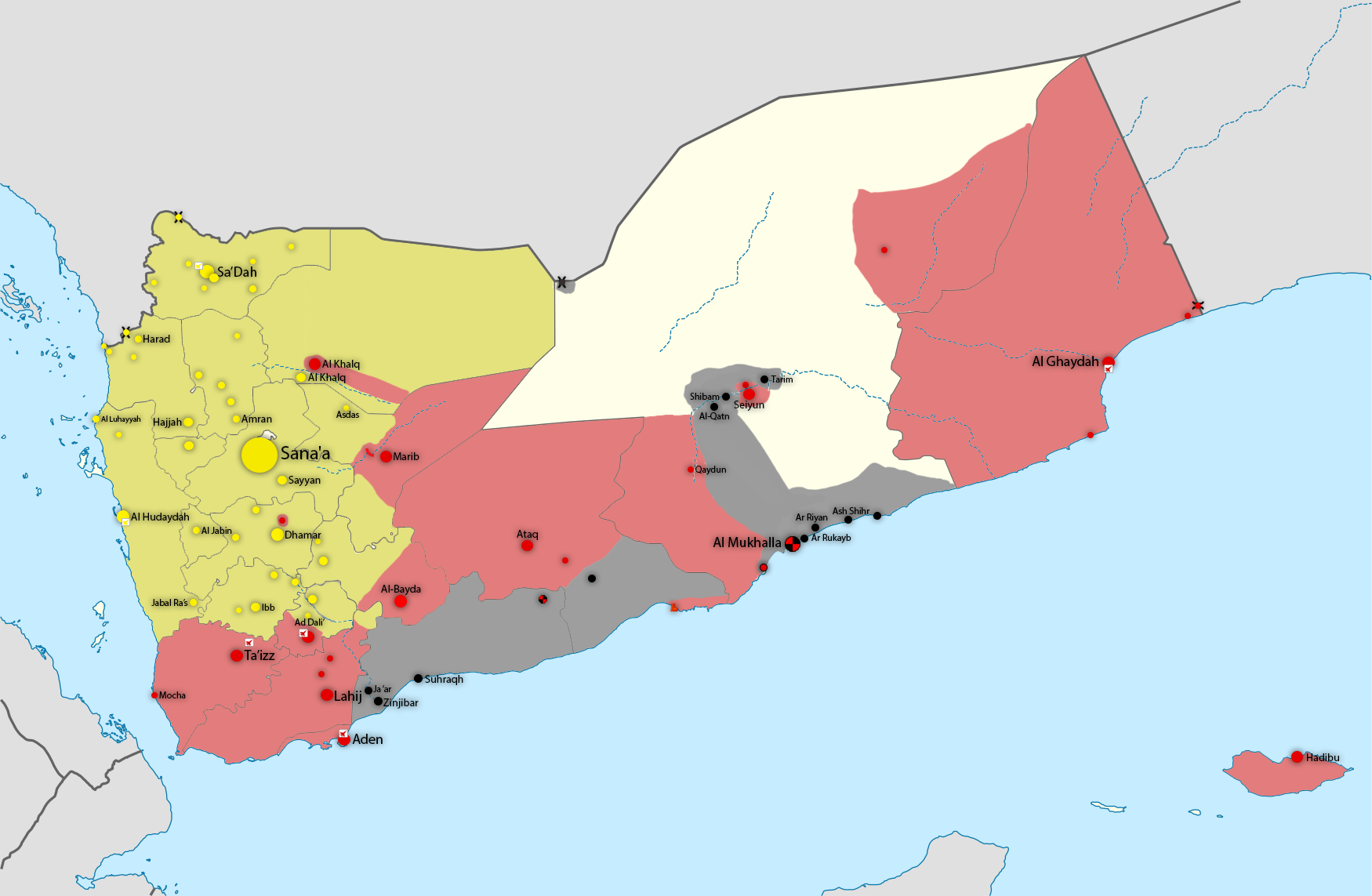
خريطة تقريبية لانقلاب الحوثيين (18 يناير 2015)
سيطرة المواليين للرئيس عبد ربه منصور هادي
تحت سيطرة الحوثيون والجيش المؤيد لصالح
سيطرة جزئية لأنصار الشريعة والقاعدة
مناطق مهجورة

سيطر الحوثيون على صنعاء في 21 سبتمبر 2014 بمساعدة من قوات الحرس الجمهوري المرتبطة بعلي عبد الله صالح، وهاجم الحوثيين منزل الرئيس هادي في 19 يناير 2015 بعد اشتباكات مع الحرس الرئاسي، وحاصروا القصر الجمهوري الذي يقيم فيه رئيس الوزراء،  واقتحموا معسكرات للجيش ومجمع دار الرئاسة، ومعسكرات الصواريخ.
وقام الحوثيون بتعيين محافظين عن طريق المؤتمر الشعبي العام في المجالس المحلية،  واقتحموا مقرات وسائل الإعلام الحكومية وسخروها لنشر الترويج والدعايات ضد الرئيس وخصومهم من الأحزاب السياسية،  واقتحموا مقرات شركات نفطية وغيروا طاقم الإدارة وعينوا مواليين لهم،  وضغطوا على الرئيس هادي لتعيين نائباً للرئيس منهم. وطالبوا بمنصب نائب رئيس الوزراء، وسعوا لتعيين شخص منهم في منصب نائب وزير في جميع الوزارات، إضافة إلى دائرتي المالية والرقابة عن كل وزارة، وجميع إدارات الرقابة والتفتيش في جميع الوزارات والهيئات والمؤسسات والبنوك الحكومية.
استقال الرئيس عبد ربه منصور هادي ورئيس الوزراء خالد بحاح في 22 يناير، وأعلن الحوثيون بيان أسموه بالـ«إعلان الدستوري» في 6 فبراير، وقاموا بإعلان حل البرلمان،  وتمكين «اللجنة الثورية» بقيادة محمد علي الحوثي لقيادة البلاد. وعلى الرغم من النجاحات العسكرية والتحالف مع حزب المؤتمر الشعبي العام،  إلا أن الانقلاب واجه معارضة داخلية ودولية واسعة.
وظل الرئيس المستقيل هادي ورئيس الوزراء قيد الإقامة الجبرية التي فرضها مسلحون حوثيون منذ استقالته، واستطاع هادي الفرار من الإقامة الجبرية، واتجه إلى عدن في 21 فبراير،  ومنها تراجع عن استقالته في رسالة وجهها للبرلمان، وأعلن أن انقلاب الحوثيين غير شرعي. وقال «أن جميع القرارات التي اتخذت من 21 سبتمبر باطلة ولا شرعية لها»، وهو تاريخ احتلال صنعاء من قبل ميليشيات الحوثيين. وأعلن الرئيس هادي عدن عاصمة مؤقتة لليمن بعد استيلاء الحوثيون على صنعاء.

## الخط الزمني

### بدء الصراع
مع دخول شهر مارس من عام 2015 شهدت عدن توتراً سياسياً وأمنياً، فهادي أتخذ قراراً بإقالة عبد الحافظ السقاف قائد فرع قوات الأمن الخاصة في عدن المحسوب على علي عبد الله صالح والحوثيون،  ولكن السقاف رفض ذلك، واندلعت اشتباكات مسلحة بين المتمردين من قوات الأمن ووحدات عسكرية تابعة للجيش اليمني يقودها وزير الدفاع محمود الصبيحي مسنودة باللجان الشعبية الموالية للرئيس عبد ربه منصور هادي. وفي 19 مارس استعادت القوات البرية في المنطقة العسكرية الرابعة السيطرة على مطار عدن، اقتحمت «معسكر الصولبان» (معسكر قوات الأمن الخاصة) المجاور للمطار وأحكمت السيطرة عليه،  وفر السقاف إلى تعز، وتعرض «قصر المعاشيق» القصر الجمهوري لعدة ضربات جوية من طائرات حربية قادمة من صنعاء.
واستهدفت تفجيرات انتحارية جامع بدر وجامع الحشوش في صنعاء اللذان يتردد عليهما الحوثيين، ووقع التفجير أثناء صلاة الجمعة في 20 مارس 2015، وتعتبر هذه الهجمات الأكثر دموية منذ سيطرة الحوثيين على صنعاء، حيث قتل فيها ما لا يقل عن 140 شخصاً وأصيب المئات. ووقع الانفجار في جامع بدر أثناء الصلاة وأثناء فرار المصليين وقع انفجار ثاني، واستهدف تفجير آخر مسجد الحشحوش في شمال صنعاء.
وبسبب تردي الاوضاع الأمنية أجلت أمريكا نحو 100 جندي كانوا متواجدين في قاعدة العند الجوية بمحافظة لحج في 21 مارس،  وقام مسلحون يعتقد بانتمائهم لتنظيم القاعدة بقتل 20 ضابط وجندي يمني في 20 مارس 2015 في مدينة الحوطة بمحافظة لحج التي تشهد فراغاً أمنياً كبيراً، بعد انسحاب الأمن منها، حيث طالت عمليات النهب عدداً من البنوك والمعسكرات التي سلمت لهم دون مقاومة. وتأتي المذبحة بعد ورود تقارير عن فرار المئات من معتقلي تنظيم «القاعدة»، من السجن المركزي بعدن.
في خطاب متلفز قال عبد الملك الحوثي قائد جماعة الحوثيون أن اتخاذ جماعته قرار التعبئة العامة للحرب كان ضرورياً بعد الجرائم التي ارتكبها تنظيم القاعدة في تفجيرات مسجدي بدر والحشوش بصنعاء ومذبحة الحوطة،  حيث يحارب الحوثيون في كافة أرجاء اليمن، باعتبار من يحاربوه هم دواعش وتكفيريين ومن تنظيم القاعدة، ولكن بعد بدء التدخل العسكري بقيادة السعودية، استخدم الحوثيون تهمة جديدة وهي «العمالة وخيانة الوطن» لوصف معارضيهم بسبب تأييدهم التدخل الخارجي في اليمن، في حين قام الحوثيون في 22 أكتوبر 2015 بتنظيم وقفة احتجاجية أمام سفارة روسيا في صنعاء، يطالبون فيها روسيا بالوقوف ضد تدخل قوات التحالف في اليمن، وإرسال لجنة تحقيق محايدة للتحقيق في ما يسمونه «إبادة جماعية» للشعب اليمني.

#### التطورات السياسية
أكد هادي في خطاب ألقاه في 21 مارس انه لا يزال الرئيس الشرعي لليمن وقال أنه ينوي رفع العلم اليمني في جبال مران بصعدة بدلاً من العلم الإيراني. كما أعلن أن عدن ستكون العاصمة المؤقتة بسبب الاحتلال الحوثي لصنعاء، وتعهد باستعادتها. وفي صنعاء، عينت اللجنة الثورية التابعة للحوثيون اللواء حسين ناجي خيران وزيرا للدفاع، تمهيداً للهجوم العسكري جنوباً. من مصر، دعى وزير الخارجية اليمني رياض ياسين في 25 مارس للتدخل العسكري ضد الحوثيين.
ناشد علي عبد الله صالح دول التحالف بإيقاف عملية «عاصفة الحزم» في 28 مارس مؤكداً أنه لن يترشح هو وأقاربه للرئاسة إذا توقفت عاصفة الحزم.
في 3 أبريل تداولت مصادر اعلامية وصحفية انباء عن انشقاق القياديين في حزب المؤتمر الدكتور أحمد عبيد بن دغر وزير الاتصالات السابق، ويحيى الراعي رئيس مجلس النواب الحالي، ويعتقد أن هذه الانشقاقات جاءت نتيجة لسيطرة صالح على حزب المؤتمر وتحالفه مع الحوثيون،  وجاءت الانشقاقات لتفادي عقوبات قد تفرض عليهم من دول التحالف.

### دور القوات المسلحة
تشارك القوات البرية ممثلة بوحدات الحرس الجمهوري (سابقاً) وقوات الأمن الخاصة في الحرب جنباً إلى جنب مع الحوثيين للقتال في عدن والضالع وشبوة ومحافظات جنوب اليمن بالإضافة إلى مأرب وتعز، في حين تتعرض لغارات جوية بين الحين والآخر من قبل التحالف العربي.
تعز
في 1 أبريل أعلن ضباط وأفراد اللواء 35 مدرع في محافظة تعز تأييدهم للشرعية المتمثلة بالرئيس هادي، وجاء ذلك بعد موافقة قائد اللواء منصور محسن معيجر على تسليم الحوثيون «موقع العروس للدفاع الجوي» الذي يتبع اللواء والذي يقع على رأس جبل صبر، وإرساله كتيبتين من اللواء لتعزيز المقاتلين الحوثيون وقوات صالح في المحافظات الجنوبية. ويقع معسكر اللواء غرب مدينة تعز وينتشر من المدخل الغربي وحتى مدينة المخاء القريبة من مضيق باب المندب. وشهدت تعز مظاهرات لتحية اللواء "35" مدرع، على موقفهم تجاه الحوثيون، وأتجهت المظاهرات لقيادة اللواء في المطار القديم غرب مدينة تعز.
أبين
وفي 1 أبريل أعلنت قيادة وضباط وأفراد اللواء 111 مشاة في مديرية أحور بمحافظة أبين مسقط رأس الرئيس عبد ربه منصور هادي، تأييدهم للقيادة الشرعية المتمثلة بالرئيس، وأكد رئيس أركان اللواء العميد الركن محمد علي أحمد، في رسالة إلى الرئيس عبد ربه، أن قيادة وضباط وأفراد اللواء يقفون إلى جانب الشرعية.
مأرب
أعلن قادة اللواء 112 مشاة في مأرب تأييدهم للشرعية.
حضرموت وسقطرى
في حضرموت أعلن قادة الألوية التابعة للمنطقة العسكرية الأولى تأييدهم لهادي، وأعلن العميد الركن أحمد علي هادي قائد اللواء 315 مدرع بمديرية ثمود تأييده لشرعية الرئيس هادي،  وكذلك قادة اللواء 11 حرس حدود واللواء 135 مشاة في مدينة سيئون،  أعلنوا تأييدهم لهادي، وكذلك قادة اللواء الأول مشاة بحري بسقطرى. ويقود المنطقة العسكرية الأولى اللواء الركن/ عبد الرحمن عبد الله الحليلي بالإضافة إلى اللواء 37 مدرع.
المهرة
أعلن «قائد المحور الشرقي قائد اللواء 123 مشاة»، وقادة اللواء 137 مشاة ميكا تأييدهم للشرعية وللرئيس هادي.

### السيطرة على تعز
اجتاحت قوات الحوثي المدعومة من قبل الجيش المؤيد لعلي عبد الله صالح تعز، ثالث أكبر مدينة في اليمن، في 22 مارس ولم يواجهوا أي مقاومة تذكر، وقتل ستة من القبائل في محافظة مأرب خلال معارك مع الحوثيين. وفي عدن شنت طائرات حربية يقودها طيارين منحازين للحوثيون هجمات على قصر الرئاسة في عدن. وفي اليوم التالي 23 مارس أرسل الحوثيون تعزيزات عسكرية جديدة إلى جنوب اليمن، باتجاه مضيق باب المندب الاستراتيجي، 
في 24 مارس سيطرت القوات الموالية للحوثيون على ميناء المخا،  ومدينة الضالع وسط قتال عنيف مع تقدمهم باتجاه عدن،  وفي صباح 25 مارس استولى الحوثيين على قاعدة العند الجوية في محافظة لحج، على بعد 60 كيلومترا من عدن. وقال الحوثيون أنهم قبضوا على وزير الدفاع محمود الصبيحي، في مديرية الحوطة،  وتقدم مقاتلي الحوثي إلى دار سعد، وهي بلدة صغيرة، على بعد 20 كم إلى الشمال من عدن. وفي نفس اليوم استولت مليشيات موالية للحوثيين وصالح على مطار عدن الدولي وقاعدة جوية قريبة بعد اشتباكات مع الجيش الموالي للرئيس هادي. وغادر هادي القصر الجمهوري،  وظهر في العاصمة السعودية الرياض اليوم التالي.

### التدخل العسكري
بدأت العمليات الجوية التي تقودها السعودية ضد الحوثيين حين طلب الرئيس اليمني عبد ربه منصور هادي في 24 مارس تقديم المساندة لبلاده بما في ذلك التدخل العسكري «استناداً إلى مبدأ الدفاع عن النفس المنصوص عليه في المادة (51) من ميثاق الأمم المتحدة»، وكذلك «ميثاق جامعة الدول العربية ومعاهدة الدفاع العربي المشترك». وفي 26 مارس، شنت القوات الجوية للمملكة العربية السعودية والإمارات العربية المتحدة والأردن والكويت والبحرين وقطر عملية «عاصفة الحزم». ومنذ ذلك الحين، شاركت حوالي 170 طائرة مقاتلة في الحملة من بينها 100 طائرة من القوات الجوية الملكية السعودية (ومعظمها من طراز «إف-15» و«يوروفايتر تايفون»)، و30 من دولة الإمارات («إف-16» و«ميراج 2000»)، والعديد من «إف-16» من البحرين 15 طائرة، والأردن 6 والمغرب 6 طائرات.

دبابة تابعة لأنصار الله مدمرة على مشارف مدينة الوهط شمالي عدن في جنوب اليمن، تم استهدافها من قبل صاروخ جوي من إحدى طائرات التحالف العربي أثناء تقدُّم الحوثيين باتجاه بئر أحمد.

ودامت المرحلة الأولى من العملية تسعة وعشرين يوماً، وشهدت تركيز قوات التحالف العربي غاراتها على الأهداف العسكرية والبنية التحتية، وتم استهداف القواعد الجوية وأهمها قاعدة الديلمي الجوية وقاعدة العند الجوية وقاعدة طارق الجوية ومنشآت الدفاع الجوي. كما تم استهداف أنظمة الصواريخ أرض -أرض بعيدة المدى في جبل عطان وجبل نقم وجبل النهدين في صنعاء. كذلك بُذلت جهود لعزل المناطق الخاضعة لسيطرة الحوثيين من تلقي الإمدادات الإيرانية عبر تعطيل المطارات وموانئ البحر الأحمر مثل الحديدة والمخا.

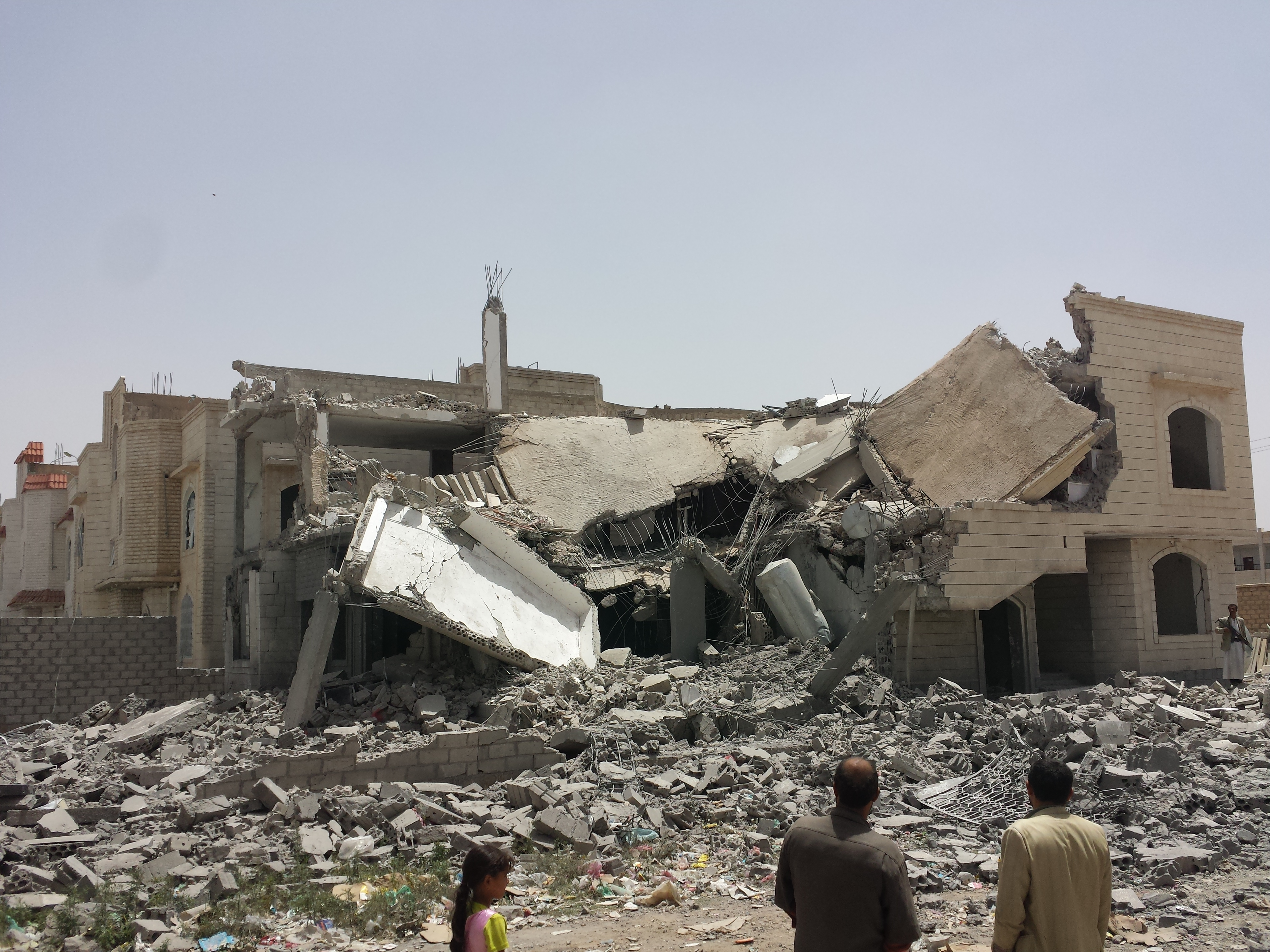
منزل مدمر بغارة جوية في جنوب صنعاء، 13 يونيو 2015

وتركزت الضربات الأخرى على تجمعات قوات الحوثيين ومواقع القيادة في الشمال، والدعم الجوي القريب على طول الحدود السعودية اليمنية، والمعسكرات المتحالفة مع الحوثيين ومخازن الأسلحة.
بحلول أوائل إبريل 2015، حاول التحالف في كبح تقدم قوات الحوثيين نحو الجنوب عبر ضرب الطرق والجسور ومحطات الوقود. واستُنزفت الأهداف المحددة - ذات القيمة العسكرية الحقيقية - إلى حد كبير، حيث تم شن هجمات جديدة أعادت ضرب أهداف محددة أو إصابة ما يشتبه به من أماكن تجمع للقوات الحوثية والقوات الموالية لعلي عبد الله صالح. وفي 22 إبريل، أعلن المتحدث باسم قوات التحالف العميد الركن أحمد العسيري، عن انتهاء عملية "عاصفة الحزم"،  مشيراً إلى أنها "قد أنجزت أهدافها،  بعد تدمير الأسلحة الثقيلة والصواريخ البالستية التي تشكل تهديداً لأمن السعودية والدول المجاورة. وفي الواقع لم يتمكن التحالف حينها من تدمير قوة المتمردين الحوثيين.

### المعارك بعد 26 مارس

أماكن سيطرة وانتشار الحوثيين في اليمن 2014-2015

شنت عملية عاصفة الحزم قصف جوي على مواقع الحوثيين في محافظة لحج في 26 مارس، واستهدفت قاعدة العند الجوية، 
وفي 27 مارس سيطر الحوثيون على مدينة شقرة على بحر العرب، مطبقين بذلك الحصار الكامل على جميع مداخل عدن حيث معركة عدن،  وأعلن ضباط وأفراد اللواء 35 مدرع في محافظة تعز تأييدهم للشرعية اليمنية المتمثلة بالرئيس هادي،  وسيطر الحوثيون على مديرية المخاء بمحافظة تعز في 28 مارس بعد اسبوع من القتال،  وفي اليوم التالي سيطروا على زنجبار عاصمة محافظة أبين وقتل 20 شخصا في الاشتباكات للسيطرة عليها،  وأستمرت الاشتباكات في الأجزاء الشمالية من عدن، ووصل عدد القتلى إلى 100 شخص خلال الأيام القليلة الماضية،  واستعادت القوات الموالية للرئيس هادي السيطرة على مطار عدن الدولي، وقتل في الاشتباكات تسعة من الحوثيون وخمسة من المقاتلين المواليين للرئيس هادي. وتركزت الاشتباكات في محافظة شبوة، في منطقة عسيلان الغنية بالنفط في 29 مارس، حيث فرض تنظيم القاعدة سيطرتهم، وكانت حصيلة الاشتباكات بين الحوثيون والقبائل المحليين 38 شخصاً، وقالت مصادر قبلية أن قتلاهم ثمانية أشخاص وأن الحوثيون وحلفائهم من الجيش خسروا 30 شخصاً.
وفي 30 مارس واصل الحوثيون ووحدات عسكرية موالية لصالح الهجوم على عدن، وأطلقت نيران المدفعية على المدينة،  وضربت سفن حربية مصرية مواقع للحوثيون من قبالة الساحل الجنوبي. وأجبرت غارات جوية مسلحون حوثيون على التراجع نحو زنجبار، وسيطرت اللجان الشعبية الموالية لهادي على المنطقة. وضربت الطائرات السعودية مواقع للحوثيون قرب مطار عدن الدولي وقتل في القصف 36 شخصاً على الاقل، وفي قصف مدفعي على منطقة خور مكسر قتل 26 شخصاً، بما في ذلك عشرة قتلى في مبنى سكني يقطنه مقاتلين موالين لهادي.
في 31 مارس دخل المقاتلين الحوثيين معسكر اللواء 17 مدرع على مضيق باب المندب،  بعد فتح أبوابه لهم دون مقاومة أو اشتباكات. واشتبك مسلحون من الحراك الجنوبي مع وحدات عسكرية متمردة تابعة لعلي عبد الله صالح في الضالع.
في 1 أبريل شن طائرات تحالف عملية عاصفة الحزم ضربات جوية على معسكر اللواء 33 مدرع في الضالع، وتداولت انباء عن فرار قائده، وأجبرت الغارات الحوثيين على الانسحاب شمالاً. وقتل 10 من المسلحين المواليين للرئيس هادي في قتال شوارع مع الحوثيون.
في 2 أبريل سيطر الموالون للرئيس هادي على الضالع، فيما لا يزال القناصون الحوثيون في المدينة،  وقال وزير خارجية جيبوتي محمود علي يوسف أن الحوثيين وضعوا أسلحة ثقيلة ونشروا زوارق هجومية سريعة على جزيرة ميون في مضيق باب المندب، وحذر من أن هذه الأسلحة تشكل «خطرا كبيرا» لبلاده، ولحركة المرور الشحن التجاري، والسفن الحربية. وفي 3 أبريل، دخلت قوات الحوثيين مناطق جعار ولودر وشقرة. وفي 4 أبريل، استولى الحوثيين على السجن المركزي في الضالع واطلقوا سراح 300 سجيناً، وأعطوهم الاختيار بين الانضمام إلى صفوفهم أو البقاء في السجن. وفي 5 أبريل استهدفت غارات جوية لعاصفة الحزم مواقع للحوثيين في الضالع وأصابت الغارات منطقة سكنية وقتلت خمسة مدنيين. وفي مساء اليوم التالي، شهدت المدينة قتال عنيف سقط فيه 19 قتيلاً من المسلحين الحوثيين و15 من الموالين للرئيس هادي.
أصدر الرئيس عبد ربه منصور هادي قرار في 5 أبريل 2015، قضى بإقالة عدد من القيادات العسكرية الموالية للحوثيون، وإحالتهم لمحاكمة عسكرية بتهمة الخيانة والتعامل مع «انقلاب الميليشيات الحوثية على السلطة الشرعية في البلاد»، وهم رئيس هيئة الأركان اللواء عبد الله خيران، ونائب رئيس الأركان زكريا الشامي، وقائد قوات الأمن الخاصة عبد الرزاق المروني.
وقالت مصادر عسكرية موالية للرئيس هادي ان اللواء 111 مشاة قطع الإمدادات عن الحوثيين وحلفائهم في 7 أبريل، لكن مصدر في اللواء 15 مدرع الموالي للحوثيين قال ان الإمدادات ما زالت مستمرة من محافظة البيضاء شمال أبين.
وفي محافظة إب طرد رجال القبائل مسلحين حوثيين من مخيم مؤقت أقاموه جنوب إب في 7 أبريل وصادروا أسلحتهم.
في 8 أبريل، شنت قوات التحالف غارات جوية أصابت مواقع للحوثيين في الضالع. وفي 9 أبريل، استولى الحوثيين على مدينة عتق عاصمة محافظة شبوة وقد سهل لهم السيطرة على المدينة تعاون مشائخ القبائل المحليين والمسؤولين الأمنيين.

#### حضرموت
استولى مقاتلي القاعدة على مدينة المكلا في 2 أبريل 2015، وفرضوا سيطرتهم على العديد من المباني الحكومية، بما في ذلك القصر الرئاسي ومقر المنطقة العسكرية الثانية. وهاجموا السجن المركزي في المدينة بقذيفة صاروخية وحرروا 300 سجينا، بينهم خالد باطرفي، الذي نشرت له عدة صور في وسائل التواصل الاجتماعي، وهو داخل القصر الرئاسي بمدينة المكلا،  وقاموا بمهاجمة مقر شرطة المكلا ومبنى الإدارة المحلية لمحافظة حضرموت.
وجائت تلك الهجمات مع انسحاب مفاجئ لوحدات عسكرية موالية للرئيس السابق علي عبد الله صالح من مقارها في محافظة حضرموت، مما سهل لمسلحي القاعدة السيطرة على المدينة بأقل الخسائر. وذلك في نفس الوقت الذي تخوض فيه قوات عسكرية موالية لعلي عبد الله صالح والحوثيون هجوماً واسعاً على جنوب اليمن لمحاولة السيطرة على عدن، حيث شهدت عدن معارك شرسة يوم الخميس 2 أبريل بين أنصار الرئيس اليمني عبد ربه منصور هادي، والقوات الموالية لعلي عبد الله صالح والحوثيين، وذلك في اليوم الثامن لعملية عاصفة الحزم التي يشنها التحالف العربي ضد الحوثيين في اليمن.
في اليوم التالي خاض مسلحون قبليون اشتباكات خارج المدينة مع قوات مرتبطة بعلي عبد الله صالح، مما أدى إلى مقتل اثنين من الجنود وأحد رجال القبائل، وسيطر القبائل يوم الجمعة 3 أبريل على قاعدتي الشحر والريان العسكريتين في ساحل بحر العرب شمال شرق المكلا إثر انسحاب قوات عسكرية منهما. وتمكنوا من دخول المكلا والسيطرة عليها.

#### مايو - يوليو

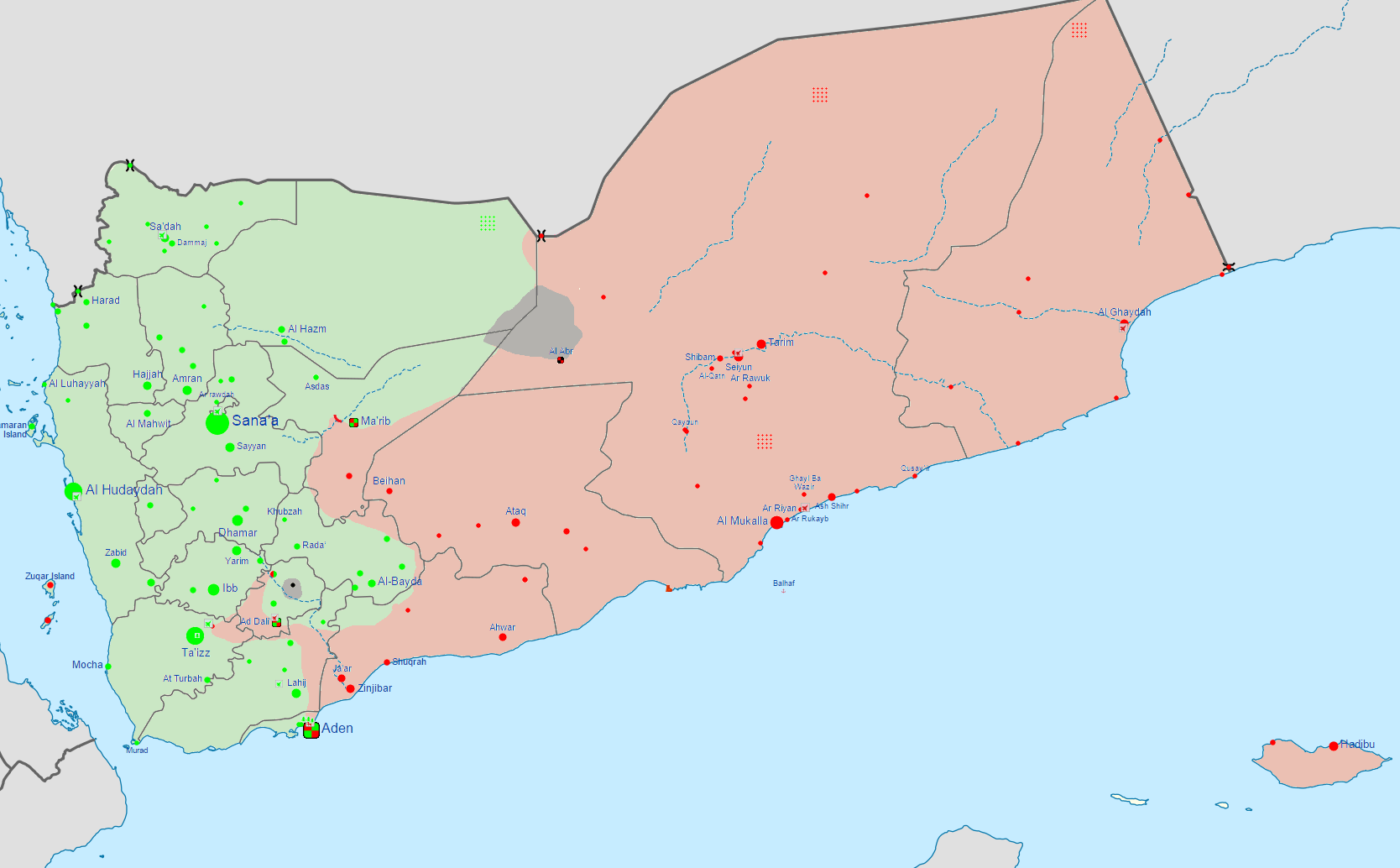
خريطة تقريبية للنزاع في اليمن قبل بدء العمليات العسكرية ضد الحوثيين (26 مارس 2015)
تحت سيطرة الحوثيون و"الجيش المؤيد لصالح"
تحت سيطرة الجيش المؤيد للرئيس هادي
تحت سيطرة القاعدة وأنصار الشريعة

في 6 مايو قتل ما لا يقل عن 85 نازحاً من سكان مدينة عدن، في قصف مدفعي شنه الحوثيون على قوارب في البحر تقل نازحين كانوا ينوون مغادرة مناطق الاشتباكات والمعارك في عدن. حيث يسيطر الحوثيون على غالبية عدن بينما تسيطر القوات المؤيدة للرئيس هادي و«المقاومة الجنوبية» على مساحات صغيرة في المدينة، وبشكل رئيسي في شبه جزيرتين ساحليتين هما كريتر (مديرية صيرة)، حيث يقع مرفأ عدن الرئيس، وعدن الصغرى (مديرية البريقة)، حيث تقع مصفاة المدينة وصهاريج تخزين النفط.
هدنة 12-17 مايو
في 8 مايو، أعلن السعودية هدنة لمدة خمسة أيام، تبدأ الثلاثاء 12 مايو. في وقت لاحق من نفس اليوم ألقت طائرات سعودية منشورات في محافظة صعدة تحذر من غارات جوية في جميع أنحاء المنطقة.
ومع بداية الهدنة في 13 مايو، قالت وكالات إغاثة إنسانية أنها تحاول إيصال مساعدات إلى اليمن بعد بدء سريان وقف إطلاق النار في اليمن، ورست السفن التي تحمل الإمدادات الإنسانية في ميناء الحديدة الذي يسيطر عليه مسلحي الحوثي،  وقال الملك سلمان أن بلاده ستقدم 540 مليون دولار للمساعدات الإنسانية في اليمن.
في الخميس 14 مايو قالت وزيرة الإعلام اليمنية ورئيسة اللجنة العليا للإغاثة، نادية عبد العزيز السقاف، إن 7 سفن تحمل دقيقاً ومساعدات طبية ومشتقات نفطية وصلت إلى الموانئ اليمنية. ثلاثة منها إلى ميناء الحديدة وواحدة إلى ميناء عدن واثنتين منها إلى ميناء المكلا، والأخيرة إلى ميناء المخاء. وأكدت السقاف دخول 18 قاطرة تحمل مشتقات نفطية عبر منفذ الوديعة وتم نقل عدد من موظفي الأمم المتحدة والصليب الأحمر ومنظمات دولية عبر مطار صنعاء، وتم إجلاء رعايا إثيوبيين عبر مطار جازان الإقليمي ودخلت طائرات تحمل مواد إغاثية ومساعدات طبية إلى اليمن.
وشهدت محافظة الضالع اشتباكات متقطعة بين اللجان الشعبية والمسلحين الحوثيين، مما أعاق وصول المساعدات الإنسانية للمتضررين،  وشهدت مدينة تعز، اشتباكات مسلحة عنيفه، حيث قتل 12 مدنيا على الأقل في اليوم الرابع من الهدنة، وقصف الحوثيون بالسلاح الثقيل والقذائف أحياء عدة في تعز ما أوقع 12 قتيلا و51 جريحا في صفوف المدنيين، وفقا لوكالة الصحافة الفرنسية، وأسفرت المعارك التي تكثفت خلال الليل عن سقوط 26 قتيلا في صفوف الحوثيين والقوات الموالية لعلي عبد الله صالح، و14 في صفوف اللجان الشعبية في المدينة.
في 12 يونيو 2015 سيطرت المقاومة الشعبية على «منطقة الدش» في محافظة مأرب وسط اليمن، وهو المواقع الرابع الذي يتم السيطرة عليه في مواجهات اندلعت مساء الخميس 11 يونيو واستمرت حتى الجمعة، وأسفرت المواجهات عن مقتل 5 حوثيين وإصابة 4 آخرين، ومقتل أحد مقاتلي المقاومة وإصابة آخرين.
في 14 يونيو سيطرت جماعة الحوثي (الأحد) على مدينة الحزم عاصمة محافظة الجوف بعد مواجهات مع اللجان الشعبية الموالية للرئيس اليمني عبد ربه منصور هادي، وذلك بعد أيام من المواجهات أوقعت عشرات القتلى والجرحى من الجانبين. كما سيطر الحوثيون على مقر اللواء 115 مدرع ويقع في الجهة الشمالية الغربية من المدينة، وكانت جماعة الحوثي خاضت معارك عنيفة مع اللجان الشعبية في سبتمبر 2014، ومن حينها تدور مواجهات متقطعة بين اللجان والحوثيين.
في 1 يوليو قتل ما لا يقل عن عشرين مدنياً وأصيب 41 بجروح في قصف للحوثيين فجر الأربعاء على حي المنصور في عدن، حيث أطلق المتمردون 15 قذيفة كاتيوشا[ ؟ ] على منازل سكنية في حي المنصور في عدن.

### الدعم البري للتحالف

#### السهم الذهبي
بدأت قوات التحالف منذ 14 يوليو بعملية برية في عدن أطلق عليها اسم «عملية السهم الذهبي»، حيث يشارك 1500 جندي يمني تدربوا في السعودية والإمارات في القتال الميداني، بغطاء بحري وجوي من التحالف، بالإضافة إلى 2800 جندي إماراتي وسعودي، لدعم مسلحي المقاومة الشعبية في المدينة. ودخلت تلك القوات عن طريق البحر مدعومة بمئات العربات المدرعة التي قدمتها السعودية والإمارات العربية المتحدة،  واستولت على مرسى جديد في «رأس عمران»، ثم توجهت نحو الشمال الشرقي لتستولي على أنظمة الطرقات شمال مدينة عدن. ونقلت قوات أخرى إلى كريتر لتحرير «مطار عدن الدولي» والمدينة. وفي نهاية ذلك اليوم، استعادت «المقاومة الجنوبية» مطار عدن الدولي وخور مكسر،  وشنت القوات الجوية الداعمة 136 غارةً في عدن خلال الساعات الـ 36 الأولى من بدء العملية.
في 17 يوليو استعادت القوات الموالية للرئيس هادي السيطرة الكاملة على عدن، وذلك بعد 4 أشهر من اجتياحها من الحوثيون ووحدات الجيش السابقة الموالية لعلي عبد الله صالح. وفي 18 يوليو عاد وزير الداخلية اليمني ورئيس جهاز الأمن القومي إلى عدن، ليُعاد ترسيخ وجود الحكومة، الذي كان غائباً منذ مارس.
وشنت قوات الحكومة والمقاومة الشعبية هجوماً على قاعدتين عسكريتين، في محافظة لحج وأخرى في محافظة شبوة. وبحلول 22 يوليو انتهت المعارك داخل عدن، وأعيد فتح مطار عدن الدولي . وبرر زعيم الحوثيين هزيمتهم في عدن بأن مقاتليه كانوا في زيارة لأقاربهم خلال عيد الفطر. وسيطرت المقاومة في محافظة أبين على دوفس والكود ولودر والعين.
في 27 يوليو شنت طائرة حربية مجهولة غارة على مواقع تابعة للمقاومة الشعبية في محافظة لحج، وقال بيان منسوب لـ «المقاومة الشعبية» إن 12 شخصاً قتلوا وأصيب 50 آخرين، وتضاربت المعلومات بشأن هوية الطائرة التي نفذت الغارة،  حيث قالت بي بي سي أن نيران صديقة للتحالف قصفت بالخطأ مواقع تابعة للمقاومة الشعبية، وأشار بيان منسوب للمقاومة إلى توفر معلومات تفيد بإقلاع طائرة من قاعدة العند الجوية في محافظة لحج التي لا تزال تحت سيطرة الحوثيين.
في 29 يوليو شن التحالف سلسلسة غارات جوية على قاعدة العند الجوية بمحافظة لحج، وهي الجبهة الأكثر التهاباً في الحرب الأهلية اليمنية، وأستهدفت الغارات الفرق القتالية للحوثيين المنتشرة على طول القاعدة العسكرية الكبرى في اليمن الممتدة على طول اثني عشر كيلومتراً، وتمكن مقاتلو المقاومة الشعبية فجر الأربعاء من السيطرة على أسوار قاعدة العند وعدة تحصينات للحوثيين، وذلك بعد إزالة الألغام المزروعة في محيط القاعدة الجوية والعسكرية الأهم في اليمن.

#### أغسطس
في أوائل أغسطس تواصلت المعارك في المحافظات الجنوبية المتاخمة لعدن وفي تعز ومأرب بين الحوثيون وحلفائها من جهة و«المقاومة الشعبية» من جهة أخرى. وفي تعز، تواصلت الأشتباكات في القرى والمناطق المحيطة بجبل صبر المطل على مدينة تعز، حيث سيطرت المقاومة على معظم قرى جبل صبر والمواقع التي كان يستخدمها الحوثيون لشن عمليات القنص ضد المدنيين في تعز. وتواصلت الاشتباكات في محافظة مأرب، شمال شرق البلاد.
في 3 أغسطس 2015 استعادت القوات الحكومية السيطرة على قاعدة العند الجوية،  وخلال النصف الأول من أغسطس استعاد الجيش السيطرة على معظم محافظتي لحج والضالع،  وفي محافظة أبين سيطر الجيش على مدينة شقرة الساحلية ومدينة جعار ومديرية لودر،  وعاصمة المحافظة زنجبار ومقر اللواء 115 مشاة فيها. وأندلعت اشتباكات واسعة في محافظة إب وسط اليمن،  وسيطرت لجان المقاومة على مديريات دمت والقفر والنادرة والرضمة وبعدان والسدة وحزم العدين،  ولا تزال الاشتباكات مستمرة في المخادر، وفرضت المقاومة حصاراً على مدينة إب مركز المحافظة، واندلعت اشتباكات في منطقة مشورة أحد مداخل مدينة إب.
وفي محافظة ذمار سيطرت لجان المقاومة على مديرية عتمة في 11 أغسطس، وتعد أقرب موقع تسيطر عليه المقاومة جنوب العاصمة صنعاء. وفي نفس اليوم قالت قوات الجيش اليمني الموالية للرئيس هادي أنها ستتقدم نحو محافظة شبوة لاستعادتها وطرد الحوثيون وقوات صالح منها، بعد استعادتها السيطرة على محافظات عدن، ولحج، والضالع، وأبين.
في 13 أغسطس استعاد الحوثيون السيطرة على مديرية الرضمة بمحافظة إب، وقالت المقاومة الشعبية في محافظتي إب وتعز وسط اليمن، أن تراجعهم كان بسبب نفاد الذخائر وقلة الأسلحة، وذلك يعود لما وصفوه بـ«خذلان الرئيس عبد ربه منصور هادي وقوات التحالف لها». وشنت المقاتلات غارات جوية على معسكر اللواء 26 مشاة ميكا في محافظة البيضاء وسط اليمن. وتزامنت الغارات مع اندلاع مواجهات بين الحوثيين والمقاومة الشعبية في مديرية السوادية.
في 15 و16 أغسطس استعادت القوات الموالية لهادي السيطرة على معظم محافظة شبوة، بما في ذلك عاصمتها عتق،  وسيطرت المقاومة الشعبية في تعز على عدة مواقع منها مبنى جهاز الأمن السياسي، وقلعة القاهرة  وأعلن مقاتلوا المقاومة الشعبية سيطرتهم على غالبية مناطق مدينة تعز، منها مبنى المحافظة والشرطة العسكرية وموقع جبل صبر الاستراتيجي ومنزل الرئيس السابق علي عبد الله صالح. ودفع الحوثيون وقوات من الحرس الجمهوري بتعزيزات عسكرية إلى تعز قدمت من مدينة إب ومعسكر اللواء 22 حرس جمهوري المرابط في منطقة الجَنَد القريبة من المدينة لاستعادة المواقع التي سيطرت عليها «المقاومة الشعبية». وقالت مصادر في الهلال الأحمر اليمني لبي بي سي إن معارك يومي 16 و17 أغسطس في تعز أسفرت عن مقتل ما لايقل عن 160 مسلحاً من الحوثيين وقوات الحرس الجمهوري، و53 من مقاتلي المقاومة الشعبية.

#### دعم السلاح
| السلاح                               | صورة | المالك                        |
| ------------------------------------ | ---- | ----------------------------- |
| إم1 أبرامز(دبابة قتال رئيسية)        |      | السعودية: 388. - الكويت: 218. |
| لوكلير(دبابة قتال رئيسية)            |      | الإمارات: 388 دبابة.          |
| مروحيات أباتشي                       |      | الإمارات: 30 - السعودية: 82 . |
| بانتسير-اس1 (منظومة دفاع جوي)        |      | الإمارات : 50 نظام.           |
| هاوتزر دانيل جي 6                    |      | الإمارات: 78 نظام.            |
| "جهنم" (راجمة صواريخ)                |      | الإمارات                      |
| ام 198 هاوتزر عيار 155 مم            |      |                               |
| النمر(ناقلة جنود مدرعة)              |      | الإمارات                      |
| هامفي                                |      | السعودية                      |
| أوشكوش إم-أي تي في(مركبة قتال مدرعة) |      | الإمارات                      |
| أوتوكار أرما(مركبة قتال مدرعة)       |      | البحرين                       |

بدأت قوات التحالف منذ 14 يوليو بعملية برية في عدن أطلق عليها اسم «عملية السهم الذهبي»، حيث يشارك 1500 جندي يمني تدربوا في السعودية والإمارات في القتال الميداني، بغطاء بحري وجوي من التحالف، بالإضافة إلى 2800 جندي إماراتي وسعودي. ودخلت تلك القوات عن طريق البحر مدعومة بمئات العربات المدرعة الأماراتية من نوع النمر ومن نوع أوشكوش إم-أي تي في ودبابات من نوع إم1 أبرامز ولوكلير التي قدمتها السعودية والإمارات العربية المتحدة،  وأستطاعت القوات السيطرة على عدن وأجزاء واسعة من المحافظات الجنوبية لحج والضالع وشبوة وأبين. وتوقفت تلك القوات في حدود محافظة تعز ومحافظة البيضاء التي تدور فيها معارك واسعة مع الحوثيين.
بحلول 3 أغسطس، كان فريق عملٍ تابع لأحد الألوية المدرّعة/الميكانيكية الإماراتية قد نزل في عدن، بمؤازرة وحدةٍ بحجم كتيبة تضمّ دبابات القتال الرئيسية من طراز «لوكليرك» ومركبات مدرّعة لإصلاح الأعطال، وعشرات مركبات المشاة القتالية من طراز «بي إم بي-3 أم»، فضلاً عن مدافع الهاوتزر الذاتية الحركة من طراز «هاوتزر دانيل جي 6» وعيار 155 ملم، وحاملات قذائف الهاون من طراز " آر جي-31 " وعيار 120 ملم، وشاحنات «تاترا» من طراز "تاترا 816". وبات الآن نحو 2800 جندي إماراتي وسعودي بالإجمال متمركزين في عدن، بمن فيهم القوات الخاصة وما يقارب من لواء كامل من جنود الجيش الإماراتي النظامي والعاملين في الخدمات اللوجستية.
وأما في الشمال فأن محافظة مأرب تشهد تحشيد عسكري واسع استعداداً لمعركة استعادة صنعاء من الحوثيين، حيث دخلت إلى محافظة مأرب من منفذ الوديعة الحدودي في 23 أغسطس عشرات الآليات العسكرية، 
وفي 30 أغسطس دفعة عسكرية جديدة من القوات العسكرية اليمنية التي تم تدريبها في دول التحالف قادمة من منفذ الوديعة الحدودية،  وتضم التعزيزات 100 مدرعة وآلية عسكرية وأسلحة ثقيلة منها راجمة الصواريخ الامارتية «جهنم» ومدافع، و8 مروحيات أباتشي[ ؟ ] حطت في «مطار شركة صافر النفطية» بمأرب الذي يتم إعادة تأهيله ليصبح مطار عسكري للطائرات الحربية، ومركز للعمليات الحربية.
وشوهدت منظومة دفاع جوي بانتسير-اس1، ومدرعات بحرينية من نوع أوتوكار أرما في مأرب. وتضم القوة مئات الجنود الذين تدربوا في معكسر اللواء 23 مشاة ميكا بمنطقة العبر على حدود محافظة حضرموت.

#### سبتمبر
في صباح يوم الجمعة 4 سبتمبر قتل 92 جندي من قوة التحالف المتمركزة في مأرب، بينهم 45 جندي إماراتي و32 يمنيين و10 سعوديين و5 بحرينيين، في معسكر اللواء 107 مشاة بمنطقة صافر في محافظة مأرب، وذلك عند قصفه من قبل الحوثيين بصاروخ أرض-أرض من نوع توشكا أطلق من صحراء محافظة شبوة، وكان 5 جنود أماراتيين قد قتلوا مسبقاً في اليمن. وقالت وزارة الدفاع اليمنية أن خيانة عسكرية من قبل أفراد وضباط أعلنوا ولاءهم للشرعية ولكنهم لا زالوا يدينون بالولاء للحوثيين وصالح في محافظة شبوة، كانت السبب وراء الحادثة.
في 13 سبتمبر بدأت قوات التحالف والمقاومة هجوم شامل في المحورين الشمالي والغربي من محافظة مأرب لإستعادة المناطق التي تخضع لسيطرة الحوثيين، وهاجمت القوات مواقع الحوثيين في مناطق الجفينة والفاو وزاد الراء شمال غرب محافظة مأرب.
في 14 سبتمبر شاركت طائرات الأباتشي[ ؟ ] التابعة للتحالف العربي في قصف «حمة المصارية» جنوب غربي مأرب التي يتمركز فيها الحوثيون، واستعاد الجيش وقوات التحالف السيطرة على تبة المصارية في مديرية صرواح. وحاصرت قوات من الجيش معسكر اللبنات على حدود محافظة الجوف.وتقدمت القوات في 18 سبتمبر في المحورين الشمالي والغربي في محافظة مأرب، واستعادت 4 تلال إستراتيجية في منطقة صرواح غربي مأرب. وفي اليوم التالي تقدمت القوات نحو مركز المحافظة وأندلعت اشتباكات في الجبال المحيطة بسد مأرب.
في 26 سبتمبر وصل ألف جندي يمني تلقوا تدريبا مكثفا في السعودية إلى محافظة مأرب شمال شرقي اليمن في إطار الاستعداد لمعركة برية ضد الحوثيين وحلفائهم. وفي 29 سبتمبر تقدمت قوات التحالف في منطقتي الجفينة وسد مأرب، واستعادت السيطرة على سد مأرب والتلال المحيطة به، 

#### أكتوبر
تقدمت القوات الحكومية في 1 أكتوبر نحو «مضيق باب المندب الإستراتيجي» وفرضت سيطرتها على المضيق وعلى جزيرة ميون، ومنطقة المضيق ومنطقة ذباب المطلة على المضيق. معززة بذلك سيطرتها على المناطق الجنوبية من اليمن. وتتقدم القوات الحكومية شمالاً باتجاه ميناء المخا الذي يسيطر عليه الحوثيون. وبحلول 5 أكتوبر سيطرت قوات التحالف على تبة المصارية ومنطقة سد مأرب والتبة الحمرا وتبة القناصة، وسيطرت على معسكر كوفل في صرواح بمأرب،  وومزارع الفاو والجفينة والإشراف المحاذية لمحافظة صنعاء.
ونجى خالد بحاح رئيس الوزارء من تفجير تعرض له مقر إقامته في عدن، 
في 7 أكتوبر استعادت قوات التحالف السيطرة على كامل مديرية صرواح آخر معاقل الحوثيين في المحافظة، وقال قائد قوات التحالف في جبهة مأرب، العميد الركن علي سيف الكعبي، «إن تحرير صرواح قطع الإمدادت عنهم». وأعلنت قوات التحالف تحرير كامل محافظة مأرب.
بحلول منتصف أكتوبر كانت القوات الشرعية قد استعادة السيطرة على عدن ولحج وأبين والضالع وشبوة ومأرب، فيما تشهد محافظات تعز والبيضاء مواجهات مسلحة، ومحافظات الجوف وإب والحديدة اشتباكات متقطعة، بينما تخضع لسيطرة الحوثيين المحافظات الشمالية صنعاء وذمار والمحويت وعمران وحجة وصعدة.
اندلعت صباح الخميس 15 أكتوبر اشتباكات عنيفة في محافظة الجوف شمالي اليمن بين الطرفين المتحاربين، وقال قائد عسكري موال للرئيس عبد ربه منصور هادي لبي بي سي «إن معارك تحرير محافظة الجوف من الحوثيين بدأت ولن تتوقف حتى تحقق أهدافها.»، حيث تشارك ثلاثة ألوية عسكرية يمنية، تلقت تدريبات في السعودية، تشارك مع مقاتلي المقاومة الشعبية في العمليات القتالية التي بدأت باستهداف مواقع الحوثيين في منطقة براقش الواقعة على المثلث الفاصل بين محافظات الجوف ومأرب وصنعاء.
فيما لا تزال تدور المعارك في مكيراس بمحافظة البيضاء جنوبي اليمن أسفرت عن مقتل العشرات من الطرفين، وفي مديرية الشعر بمحافظة إب، فجر الحوثيين منزل الزعيم القبلي المعارض للحوثيين محمد الجمّال، ونصبوا نقاط تفتيش في أكثر من قرية بحثاً عن مسلحين ينتمون لما تعرف بــ«المقاومة الشعبية».
أرسلت السودان دفعتين من الجنود الجنود السودانيين إلى عدن، حيث وصلت الدفعة الأولى في 17 أكتوبر،  والثانية يوم الاثنين 19 أكتوبر، ليصبح عددهم 500 جندي بعد إعلان الخرطوم استعدادها لدعم قوات التحالف بـ6 آلاف مقاتل متى ما طلب ذلك. وانضمت القوات السودانية إلى قوات سعودية وإماراتية، ويمنية للمشاركة في تأمين مدينة عدن وربما التوجه نحو محافظة تعز.
في 19 أكتوبر تقدمت قوات من التحالف صوب «معسكر الخنجر» في مديرية خب والشعف بالقرب من الحدود اليمنية السعودية، وتقدمت قوات أخرى إلى محيط معسكر اللبنات، كبرى المعسكرات التدريبة شمالي مدينة الحزم مركز محافظة الجوف، الذي يسيطر عليه الحوثيون والقوات الموالية لصالح، شرقي مدينة الحزم عاصمة محافظة الجوف ما أوقع عشرات القتلى من الجانبين.

جنود سعوديون من اللواء الأول المظلي في الخوبة

في 20 أكتوبر سيطرت قوات التحالف في الجنوب على التباب المحيطة بمدينة المخاء جنوبي اليمن.
تقدم «لواء النصر» الذي تم تشكيله في الآونة الأخيرة، نحو «معسكر الخنجر» بالقرب من الحدود اليمنية السعودية في محافظة الجوف، خلال الفترة بين 20 - 22 أكتوبر،  لمساندة قبائل المرازيق، التي شنت هجوماً على الحوثيين في منطقة «وسط» بمديرية خب والشعف، حيث تقدمت قوة عسكرية مكونة من مئات المقاتلين، ودبابات، وعربات هجومية مدرعة، وآليات، وعدد من كاسحات الألغام، وراجمات صواريخ متوسطة الحجم، وفرضت القوات حصاراً على مدينة الحزم مركز المحافظة.

#### نوفمبر - ديسمبر
في منتصف نوفمبر اندلعت اشتباكات في دمت على حدود الضالع وفي شبوة ومناطق مجاورة.
أعلن وقف لإطلاق النار بدأ في 15 ديسمبر مع بدء جولة جديدة من محادثات جنيف بين الحوثيين والحكومة برعاية الأمم المتحدة، وجرى تبادل للأسرى في منطقة يافع بمحافظة الضالع بين الحكومة والحوثيين.
وأستمرت المواجهات العنيفة بين الطرفين في كل من تعز ومأرب وشبوه والجوف وفتحت جبهة جديدة للمعارك في حجة.
حيث قدمت قوات حكومية في 16 ديسمبر 2015 من منفذ حرض الحدودي مع السعودية الواقع في محافظة حجة غربي اليمن، وسيطرت على المنفذ، وعلى تلال مطلة على عليه وهي تل الدغاسة وجبل المفلوق، وأتجهت القوات الحكومية لتطويق مدينة حرض مركز محافظة حجة وقصف مواقع للحوثيين بالمدفعية. وبالتزامن مع ذلك سيطرت قوات أخرى على بلدة ميدي و«ميناء ميدي» الواقع على البحر الأحمر في نفس المحافظة، مدعومين ببوارج حربية تابعة للتحالف العربي شنت قصفاً مكثفاً على سواحل مدينة ميدي قبل أن يتمكن مقاتلون موالون للحكومة من دخولها.
وفي 17 ديسمبر توغلت قوات الجيش في مدينة حرض وسط اشتباكات عنيفة، وشهدت منطقة «الطوال - حرض» اشتباكات كثيفة ووتقدم للجيش مسنود بقوات التحالف والأباتشي مع تقدم بوارج حربية في السواحل الغربية لليمن، وهي المرة الأولى التي تشهد فيها محافظة حجة معارك ميدانية منذ أندلاع الحرب الأهلية.
وبالتزامن مع المعارك في حجة، تمكن الجيش مدعوماً بالمقاومة الشعبية والتحالف العربي في محافظة مأرب شرقي صنعاء في 17 ديسمبر من السيطرة على «معسكر ماس» ونقطة الجميدر ونقطة حلحلان و«وادي الخانق» جنوبي منطقة «مفرق الجوف» الفاصل بين محافظتي الجوف ومأرب وتعتبر آخر معاقل الحوثيين في مأرب، والتقدم داخل محافظة الجوف.
وتمكنت القوات الحكومية في اليوم التالي 18 ديسمبر من السيطرة على مدينة حرض بمحافظة حجة غرب اليمن، وعلى مدينة الحزم مركز محافظة الجوف ومواقع عسكرية فيها منها معسكر اللبنات التابع للواء 115 مدرع الذي كان خاضعة لسيطرة الحوثيين والقوات الموالية لصالح.
وفي اليومين التاليين 19 و20 ديسمبر تعمقت قوات الجيش القادمة من مأرب والجوف داخل مديرية نهم شرق العاصمة صنعاء والتابعة لمحافظة صنعاء حيث سيطرت على جبل «اللدود» ثالث جبل مطل على «فرضه نهم» التي يوجد بها معسكرات اللواء 312 مدرع التابع لصالح والحوثيين، حيث تبعد فرضة نهم عن العاصمة صنعاء نحو 40 كلم.

### 2016
أستمرت الاشتباكات المتقطعة ومعارك الكر والفر في المثلث الفاصل بين صنعاء ومأرب والجوف حتى أوائل فبراير 2016 عندما تقدمت القوات الحكومية في منطقة فرضة نهم واستعادت السيطرة على معسكر اللواء 312 مدرع بالقرب من العاصمة صنعاء.
قالت الامم المتحدة أن الاطراف المتحاربة وافقت على وقف القتال ابتداء من منتصف ليلة 10 أبريل وبدء محادثات جديدة بين الحكومة اليمنية والحوثيين في الكويت. بدأت هدنة مساء 10 أبريل هدنة على أمل إنهاء القتال الدائر في البلاد لأكثر من عام وبدء مفاوضات مرتقبة في الكويت، من المقرر انطلاقها في 18 أبريل الجاري في الكويت. وأستمرت الاشتباكات بالرغم من اعلان الهدنة، وأشتدت الأشتباكات في منطقة نهم شرق صنعاء منذ إعلان بدء الهدنة.
في 21 يناير 2016، تعرضت سيارة إسعاف وسائقها لسلسة من الغارات الجوية التي أدت إلى مقتل 6 أشخاص على الأقل وجرح العشرات في قرية ضيان التي تبعد مسافة 20 كيلومتراً عن مدينة صعدة.

#### مفاوضات الكويت
أنتقل وفدين من طرفي النزاع اليمنيين إلى الكويت لبدء مفاوضات برعاية الأمم المتحدة، إلاّ أن وفد الحوثيون صالح تأخر عن الحضور ثلاثة أيام بحجة عدم الالتزام بالهدنة على الرغم أن تقرير لجنة الرقابة على وقف إطلاق النار أدانت الحوثيون وقوات الحرس الجمهوري لعدم الالتزام بوقف إطلاق النار، وتعاقبت جلسات الحوار دون التوصل إلى أي اتفاق نتيجة تمسك الجانب الحكومي بتنفيذ قرار مجلس الأمن 2216 بحسب التسلسل المعلن قابلة رفض جماعة الحوثيون صالح وطلب تعديل تراتبية النقاط الخمس الواردة في قرار مجلس الأمن والبدء بإجراء التعديلات السياسية قبل الانسحاب من المدن وتسليم السلاح للدولة، ويصر الحوثيين على عدم التوقيع على أي تفاهمات إلا بعد وقف الغارات الجوية لقوات التحالف الذي تقوده السعودية وتثبيت الوقف الشامل لإطلاق النار.

#### معركة المكلا الثانية
في الأحد 24 أبريل 2016 استعادت القوات الحكومية مدعومة بقوات سعودية وإماراتية السيطرة على مدينة المكلا،  وهي المرة الأولى التي تتحرك فيها قوات عسكرية إلى المدينة منذ سيطرة تنظيم القاعدة في جزيرة العرب عليها منذ أبريل 2015، وقال مسؤولون يمنيون إن نحو 2000 جندي يمني وإماراتي توغلوا في المكلا وسيطروا على الميناء والمطار، بدعم جوي من طائرات التحالف، وأقاموا نقاط تفتيش في أنحاء متفرقة من المدينة.
وأعلن التحالف أنه قتل أكثر من 800 من مسلحي القاعدة، فيما تفيد تقارير أخرى بأن مسلحي القاعدة أنسحبوا بعد اشتباكات طفيفة.

#### ما بعد فشل المفاوضات
في 6 أغسطس 2016 قالت القوات الحكومية أنها تمكنت من تحرير عدد من المواقع العسكرية أبرزها جبل المنارة المطل على مركز مديرية نهم وقرية الحول وجبل القناصين والعيان." بعد أن انتهت محادثات السلام برعاية الأمم المتحدة في الكويت دون التوصل إلى اتفاق. وجاء الهجوم في الوقت الذي أعلن فيه الحوثيون وقوات صالح عن تشكيل ما أُطلق عليه "المجلس السياسي" لإدارة شؤون البلاد.

#### أکتوبر
في أوائل شهر أكتوبر 2016 دخلت محافظة صعدة في خط المواجهات البرية لأول مرة عندما تقدمت قوات حكومية من «منفذ البقع» الحدودي مع السعودية ودخلت محافظة صعدة، وسيطرت على مطار البقع المحلي في مديرية كتاف والبقع.
في 8 أكتوبر 2016 وقع انفجار في مجلس عزاء في جنوب العاصمة صنعاء أدى إلی مقتل أكثر من 140 شخصا، وجرح 525 آخرين. ووقع الحادث لدى تجمع مشيعين في مجلس للتعزية في علي الرويشان، والد وزير الداخلية جلال الرويشان، حليف الحوثيين والرئيس اليمني السابق علي عبد الله صالح، واتهم الحوثيون التحالف العربي وقالوا أن الانفجار نجم عن غارة جوية، بينما نفى التحالف هذه الإتهامات في البداية ولكنه لاحقاً أعلن أن جهة في الجيش اليمني قدمت معلومة مغلوطة بوجود قيادات حوثية مسلحة داخل القاعة، وأن مركز توجيه العمليات في اليمن أجاز الغارة دون إذن قيادة التحالف.
في 20 أكتوبر بدأت الهدنة السادسة لمدة 72 ساعة في اليمن التي أعلنها المبعوث الأممي إلى اليمن إسماعيل ولد الشيخ أحمد.

### أبرز محطات الصراع
- سيطر الحوثيين على صنعاء في 21 سبتمبر 2014 [273] بادئين بتصفية الوجود العسكري للفرقة الاولى مدرع بقيادة اللواء علي محسن الأحمر، تحت غطاء قصف مدفعي كثيف وفرته وحدات موالية لصالح متمركزة على جبال صنعاء. والتوقيع على اتفاق السلم والشراكة.

#### 2015
- 19 يناير 2015، هاجم الحوثيون منزل الرئيس هادي، وحاصروا القصر الجمهوري الذي يقيم فيه رئيس الوزراء، [100] واقتحموا معسكرات للجيش ومجمع دار الرئاسة، ومعسكرات الصواريخ.[101] وفرضوا الإقامة الجبرية على رئيس البلاد عبد ربه منصور هادي ورئيس الوزراء خالد بحاح ووزراء الحكومة.[274][275]
- قدمت الحكومة استقالتها في 22 يناير وتبعها استقالة الرئيس هادي في نفس اليوم.[276]
- في 6 فبراير 2015 شكل الحوثيون لجنة ثورية" بقيادة محمد علي الحوثي وأصدروا ما سموه إعلاناُ دستورياُ لشرعنة تصرفهم بشؤون السلطة.[107][108]
- فر الرئيس هادي إلى عدن في 21 فبراير وأعلنها عاصمة مؤقتة، مؤكداً بذلك تراجعه عن استقالته. وأعلن أن انقلاب الحوثيين غير شرعي.[120]
- 21 مارس أكد هادي في خطاب ألقاه في 21 مارس انه لا يزال الرئيس الشرعي لليمن وقال أنه ينوي رفع العلم اليمني في جبال مران بصعدة بدلاً من العلم الإيراني.[133] وأعلنت اللجنة الثورية التابعة للحوثي «حالة التعبئة العامة» ضد ما أسموها «العناصر الإرهابية» في جنوب اليمن.[277] وبدأ بذلك هجوم عسكري من قبل مقاتلي الحوثي ووحدات من الجيش الموالي لعلي عبد الله صالح باتجاه عدن.[278]
- 22 مارس اجتاحت قوات الحوثي تعز مدعومين من قبل الجيش المؤيد لعلي عبد الله صالح المتواجد أصلاً في المدينة، [67] وتبعها الضالع ولحج.[154] وشنت طائرتين من نوع سوخوي سو-17 هجوماً على مقر إقامة هادي في عدن، [279] وفر هادي صوب المكلا، وظهر اليوم التالي في السعودية.
- 26 مارس بدأت السعودية تدخلاً عسكرياً في اليمن وأعلنت بدء عملية عاصفة الحزم ضد الحوثيين، بمشاركة 10 دول، بطلب من الرئيس هادي.[280]
- 4 أبريل أعلن الحوثيون حل حزب التجمع اليمني للإصلاح وشرعوا بحملة اختطافات واعتقالات في صنعاء والحديدة ومختلف المحافظات، وأختطف الحوثيون 122 من قادة الحزب.[281][282]
- 4 مايو، قوات خاصة إماراتية بدأت المشاركة في القتال البري في مدينة عدن.
- 14 يوليو دخلت قوات يمنية دربت في السعودية مدعومة بقوات إماراتية وسعودية، مدينة عدن عن طريق البحر واستعادت السيطرة عليها، [74]
- 3 أغسطس استعادت القوات الحكومية السيطرة على قاعدة العند الجوية في محافظة لحج، [220] وتبعها محافظة أبين في 10 أغسطس .[223] ومحافظة الضالع.
- 10 أغسطس أندلعت اشتباكات واسعة في محافظة إب وسط اليمن، [224] وسيطرت لجان المقاومة على مناطق واسعة في المحافظة.[81]
- 15 - 16 أغسطس استعادت القوات الموالية لهادي السيطرة على معظم محافظة شبوة، [228] ومناطق واسعة في مدينة تعز.[230]
- 30 أغسطس دخلت إلى محافظة مأرب قوات عسكرية قادمة من منفذ الوديعة الحدودي مع السعودية، [238] تضم مدرعات وآليات عسكرية وأسلحة ثقيلة منها راجمات صواريخ ومدافع، ومروحيات أباتشي[ ؟ ].[239]
- 26 سبتمبر وصل ألف جندي يمني تلقوا تدريبا مكثفا في السعودية إلى محافظة مأرب شمال شرقي اليمن في إطار الاستعداد لمعركة برية ضد الحوثيين وحلفائهم.[247]
- 1 أكتوبر سيطرة القوات الحكومية على «مضيق باب المندب الإستراتيجي» وجزيرة ميون، ومنطقة ذباب المطلة على المضيق.[86]
- 15 أكتوبر توجه قوات التحالف والمقاومة في مأرب نحو محافظة الجوف وأندلاع اشتباكات عنيفة في العمليات القتالية التي بدأت باستهداف مواقع الحوثيين في منطقة «برامش» الواقعة على المثلث الفاصل بين محافظات الجوف ومأرب وصنعاء.[90]
- 17 أكتوبر أرسلت السودان دفعة من الجنود الجنود السودانيين إلى عدن، [252] ووصلت الدفعة الثانية في 19 أكتوبر، ليصبح عددهم 500 جندي بعد إعلان الخرطوم استعدادها لدعم قوات التحالف بـ6 آلاف مقاتل متى ما طلب ذلك.[253]
- 16 ديسمبر قوات تابعة للجيش تدخل محافظة حجة من الحدود السعودية وتسيطر على حرض وميدي، في محافظة حجة غربي اليمن، [257]
- 17 ديسمبر: الجيش في مأرب يسيطر على منطقة مفرق الجوف الفاصل بين المحافظتين ويتقدم في داخل الجوف ويستعيد مركز المحافظة وعدد من المعسكرات في اليوم التالي.[258]
- 19 و20 ديسمبر القوات الحكومية تدخل محافظة صنعاء شرق العاصمة وتسيطر على جبال وتفرض حصاراً على معسكرات اللواء 314 مدرع التابع لصالح والحوثيين.[91][259]
- استمرت الاشتباكات المتقطعة في البيضاء والجوف وحجة، ومحافظة صنعاء ومحافظة الضالع.
- وقف اطلاق النار للمرة الأولى في 13 مايو، والثانية في 10 يوليو، والثالثة في 25 يوليو لعام 2015.[283]

#### 2016
- وقف اطلاق النار الرابع في 10 أبريل لعام 2016.[284]
- أبريل 2016: القوات الحكومية الموالية لعبد ربه منصور هادي مدعومة بوحدات المظليين وقوات الأمن الخاصة السعودية والقوات الخاصة الإماراتية تستعيد المكلا من القاعدة.[285] والحوطة من القاعدة.[286]
- دخلت محافظة صعدة في خط المواجهات البرية لأول مرة في أوائل شهر أكتوبر 2016.

#### 2017
بدخول عام 2017 كانت الاشتباكات لا تزال مستمرة في جبهات متعددة منها محافظة شبوة، ومنطقة باب المندب جنوبي محافظة تعز، ومنطقة نهم شمال شرق صنعاء، ومنطقة صرواح التابعة محافظة مأرب جنوب شرق صنعاء، ومحافظة البيضاء، ومحافظة صعدة، ومحافظة حجة، ومحافظة الجوف.
- 7 يناير: أطلق الجيش اليمني منذ فجر السبت عملية عسكرية واسعة أطلق عليها «الرمح الذهبي» بمساندة طيران التحالف من ثلاثة محاور للسيطرة على منطقة باب المندب في مديرية ذباب لإخراج الحوثيين وحلفائهم.[287] وفي نفس اليوم قتل العميد الركن عمر سعيد الصبيحي، قائد اللواء الثالث حزم في جبهة ذوباب في باب المندب.[288]

#### الانقلاب على الحوثيين
في 2 ديسمبر 2017 حدث تحول كبير في الصراع بعد أن أعلن المؤتمر الشعبي العام بقيادة علي عبدالله صالح انقلابه وتخليه عن الحوثيين شركائه السابقين  في خطوة مفاجئة، كما دعا إلى تحسين العلاقات بدول التحالف العربي وقوات الشرعية بقيادة عبد ربه منصور هادي .
وسرعان ما تتالت أحداث الاشتباكات بين الطرفين وخاصة في العاصمة صنعاء والتي كان يسيطر عليها الطرفين معاً خلال حربهم ضد التحالف العربي، وفي يوم 4 ديسمبر أعلن الحوثيون عن تمكنهم من قتل علي عبد الله صالح برصاصة في الرأس واعتقال عدد كبير من قيادات المؤتمر الشعبي التابع له،  وبذلك عادت الأمور إلى طبيعتها، وبقيت قوات الحوثيين بدون شركاء في المعركة ضد قوات التحالف العربي وقوات الشرعية .

### أحداث أخرى

#### حل حزب الإصلاح
أعلن الحوثيون عن حل حزب التجمع اليمني للإصلاح، وكان الحوثيون قد أطلقوا النار على رئيس الدائرة السياسية للإصلاح في محافظة الحديدة جمال العياني وأردوه قتيلاً في أواخر شهر مارس. وأختطفوا رئيس الدائرة السياسية للحزب في محافظة إب أمين ناجي الرجوي في 3 أبريل.
وفي 4 أبريل أعلن الحوثيون حل حزب الإصلاح وشرعوا بحملة اختطافات واعتقالات في صنعاء والحديدة ومختلف المحافظات، وأختطف الحوثيون 122 من قادة حزب التجمع اليمني للإصلاح بينهم القيادي محمد قحطان الذي فرض عليه الحوثيون إقامة جبرية، وهو ممثل الإصلاح في الحوارات مع الحوثيون. وأختطفوا أيضاً حمود هاشم الذارحي عضو الهيئة العليا للحزب، ورئيس هيئة شورى الحزب حسن اليعري بمحافظة ذمار، وبرلمانيون وعشرات من أعضاء الحزب ومؤيديه، وشملت الاعتقالات ناشطين وصحفيين، وداهم الحوثيون 37 مقرَّاً ومنزلا ومؤسسة وسكنا طلابيا في صنعاء،  بينها منازل المذكورين مدعومين بشرطة نسائية، ومنازل قيادات أخرى بينهم رئيس الحزب محمد اليدومي والشيخ عبد المجيد الزنداني، ومنزل رئيس الدائرة السياسية محمد الأشول، ورئيس الدائرة الاجتماعية عبد الله صعتر، والدائرة الإعلامية فتحي العزب، ورئيس الكتلة البرلمانية للحزب زيد الشامي، ودان الحزب حملة الاعتقالات في صفوفه، وقال المتحدث باسمه سعيد شمسان إن «هذه الحملة تأتي نتيجة لمواقف الحزب الوطنية تجاه ما يجري في اليمن».
في تقرير لمنظمة العفو الدولية قال نجل محمد حسن دماج أن والده أتصل به في 18 أبريل وأخبره بأنه مُعتقل في مستودع للأسلحة في جبل نقم،  الذي تُشن عليه غارات جوية من قبل دول التحالف التي تقود العمليات العسكرية ضد الحوثيين.
وقتل القيادي الإصلاحي أمين ناجي الرجوي في 21 مايو في مخزن للأسلحة أقتاده الحوثيون إليه في محافظة ذمار،  برفقة الصحفيين «عبد الله قابل» و«يوسف العيزري» ومختطفين آخرين لقيوا جميعاً حتفهم، حيث أستهدفت غارة جوية مخازن الأسلحة التابعة للحوثيين في «جبل هران».

### 2018
- اتفاقية ستوكهولم اليمن

### 2019
في 29 أغسطس 2019 اتهم الرئيس اليمني عبد ربه منصور هادي الإمارات العربية المتحدة بقصف قوات الجيش الوطني، وودعم وتمويل المجلس الانتقالي الجنوبي الانفصالي في عدن «سعياً لتقسيم البلاد». وأعلنت وزارة الدفاع اليمنية عن سقوط أكثر من 300 قتيل وجريح من الجيش اليمني في غارات جوية شنتها مقاتلات الإمارات العربية المتحدة على مواقع القوات الحكومية، خلال اليومين الماضيين في عدن.
في 3 سبتمبر قتل ما لا يقل عن 1000 من قوات الجيش اليمني المدعوم من قبل السعودية أو تم أسرهم بعد حصارهم في معركة وادي آل جبارة في محافظة صعدة.

### اتفاق الرياض
تم توقيع اتفاق الرياض في 5 نوفمبر 2019 لتقاسم السلطة بين الحكومة اليمنية والمجلس الانتقالي الجنوبي، بحضور محمد بن سلمان ومحمد بن زايد وعبد ربه منصور هادي وقائد المجلس الانتقالي الجنوبي، عيدروس الزبيدي ومسؤولون كبار آخرون. رغم الاتفاق، وقعت اشتباكات بين المجلس الانتقالي الجنوبي وقوات حكومة هادي بعد شهر من توقيع الاتفاقية.

### 2020
في 19 يناير 2020، ذكرت قناة البي بي سي أن ما يصل إلى 60 من جنود حكومة هادي لقوا حتفهم في هجوم صاروخي في معسكر التدريب الذي أقيم في مدينة مأرب. وفقاً للتلفزيون السعودي الرسمي، نفذ المتمردون الحوثيون المدعومون من إيران الهجوم.

## الوضع الإنساني
: المحافظات التي تشكل مصدر معظم النزوح الداخلي (14 أكتوبر 2015) بينهم 443,743 نازح غير معروف مكان قدومهم.

عدد النازحين القادمين من محافظات أخرى (14 أكتوبر 2015):
| : 300.000 - 400,000 : 200.000 - 300,000 : 100.000 – 200.000 : 50.000 – 100.000 : 10.000 – 50.000 : 1.000 – 10.000 : < 1.000 |

| الفترة منذ 26 مارس                                                                         | القتلى             | الجرحى | النازحين  | لاجئين في الخارج |
| ------------------------------------------------------------------------------------------ | ------------------ | ------ | --------- | ---------------- |
| 1 أبريل                                                                                    | 519                | 1,699  |           |                  |
| 11 أبريل                                                                                   | 736                | 2,719  | 121,275   |                  |
| 1 مايو                                                                                     | 1,278              | 5,210  | 300,000   | 12,300           |
| 1 يونيو                                                                                    | 2,288              | 9,755  | 1,019,762 | 26,200           |
| 1 يوليو                                                                                    | 3,261              | 15,811 | 1,267,590 | 38,000           |
| 1 أغسطس                                                                                    | 4,255              | 21,288 | 1,300,000 |                  |
| 1 سبتمبر                                                                                   | 4,855              | 24,971 | 1,439,118 |                  |
| 1 أكتوبر                                                                                   | 5,248              | 26,191 | 1,500,000 | 250,000          |
| 14 أكتوبر                                                                                  | 5,604              | 26,703 | 2,305,048 |                  |
| 1 نوفمبر                                                                                   | 5,723 (2,615 مدني) | 26,969 |           |                  |
| بالإضافة إلى 330,000 مشردين داخليا من قبل التدخل، وأيضاً 250,000 لاجئين في اليمن من الصومال |                    |        |           |                  |

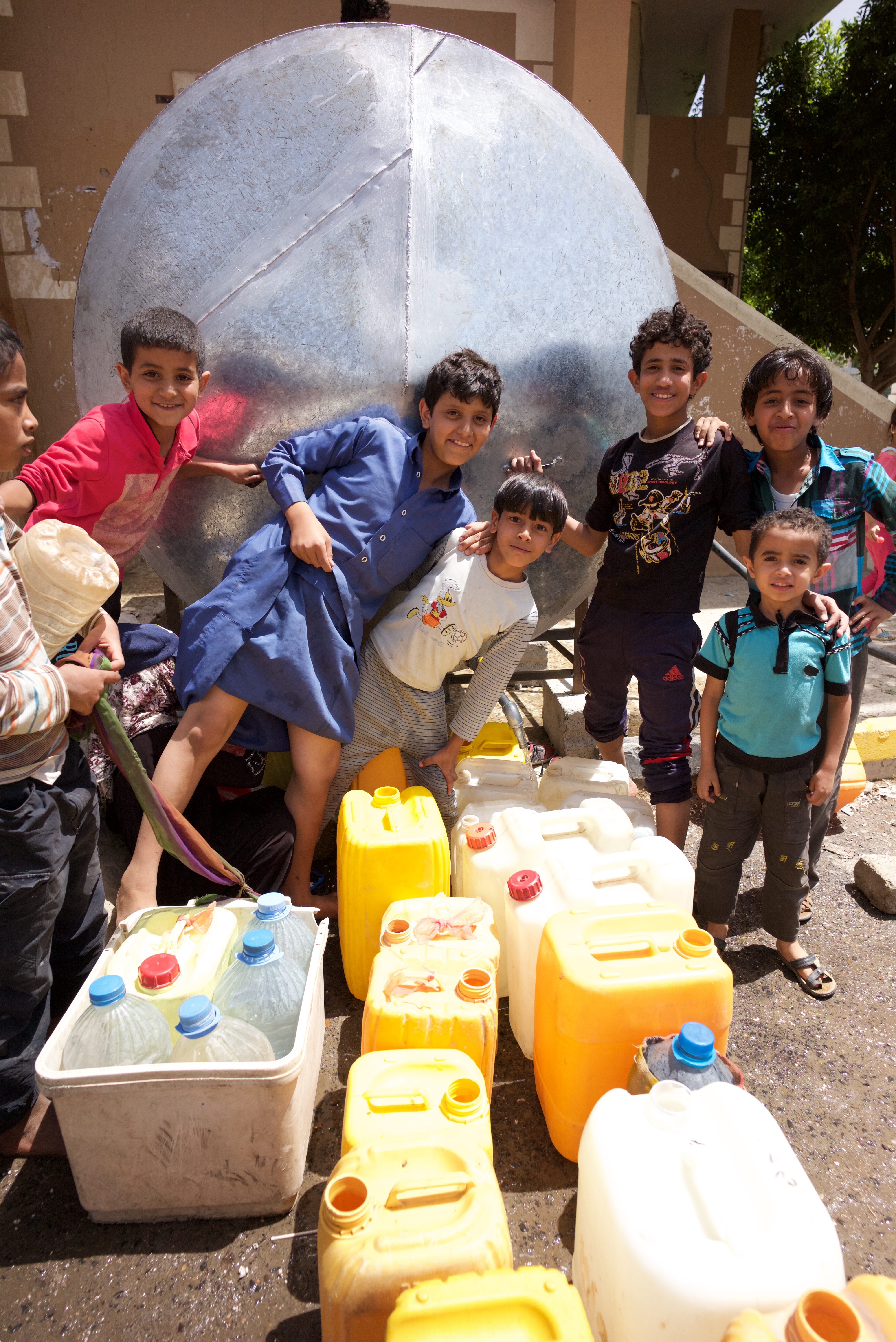
أزمة المياة في صنعاء مايو 2015

وصفت اللجنة الدولية للصليب الأحمر في 22 أبريل الوضع في اليمن بأنه «كارثي» ويتدهور يوما بعد آخر، حيث تعاني العاصمة صنعاء من انقطاع التيار الكهربائي وشح في ماء الشرب، وتحدث مدير العمليات في الشرق الأوسط في اللجنة الدولية للصليب الأحمر الدولي، روبرت مارديني، الذي عاد توا من اليمن، عن رؤيته لعشرات الجثث في شوارع عدن، وقال إن ما معدله نحو خمسين قتيلا كانوا يسقطون كل يوم منذ بدء العملية الحربية في اليمن آواخر شهر مارس.
في 19 يونيو حذرت الأمم المتحدة من أزمة إنسانية في اليمن مع استمرار القتال وعدم توصل الأطراف إلى هدنة إنسانية تسمح لقوافل المساعدات الإنسانية بدخول البلاد، وقالت المنظمة إنها بحاجة إلى 1.6 مليار دولار كمساعدات لليمن خلال العام الحالي. وأطلق نائب أمين الشؤون الإنسانية في الأمم المتحدة ستيفن أوبراين نداء استغاثة لتقديم العون للشعب اليمني. وقال أوبراين «الشعب في كافة أرجاء اليمن يكافح للحصول على الطعام كما أن الخدمات الاساسية تنهار في العديد من المناطق.» ولم يتم حتى الآن تقديم سوى 200 مليون دولار من المبالغ التي تعهد المجتمع الدولي بتقديمها في السابق.
أعلن فريق الصليب الأحمر الدولي الموجود في مناطق الصراع في اليمن أن مدن كريتر والمعلا وخور مكسر والتواهي بمحافظة عدن جنوبي البلاد مناطق موبوءة بمرض «حمى الضنك»، وقالت السلطات الصحية في عدن إن هذه الحمى انتشرت بشكل ملفت وواسع منذ مطلع شهر مايو بعد تدهور الخدمات الصحية وتضرر منشئات البنية التحتية من كهرباء ومياه وصرف صحي جراء القتال المستمر في المدينة منذ أشهر.
لازال النزاع مستمراً في 20 محافظة من محافظات اليمن البالغ عددها 22 محافظة، وتسبب بمقتل نحو 377,000 شخص، 60% منهم بأسباب غير مباشرة مثل المجاعة وعدم توفر مياه الشرب النظيفة، حسب تقديرات الأمم المتحدة في نهاية عام 2021. واعلنت منظمة هيومن رايتس ووتش عن مقتل وإصابة أكثر من 17,500 مدني باسباب مباشرة حسب تقرير نشره مشروع بيانات اليمن في مارس 2019. وقدرت منظمة انقذوا الاطفال البريطانية مقتل نحو 85,000 طفل بسبب المجاعة، وافاد تقربر نشرته الامم المتحدة ان الحرب في اليمن أدت إلى نزوح ما يقارب 3 ملايين شخص، بينما أظهر جميع أطراف النزاع استخفاف صارخ باستهداف المدنيين والمبادئ الأساسية للقانون الإنساني الدولي.
وينشط مقاتلو طرفي النزاع داخل الأحياء السكنية ويشنون هجمات من داخلها، كما تسببت الألغام بمقتل العشرات أثناء عودتهم إلى منازلهم عقب انتهاء القتال، وكذا تسبب قوات التحالف بقيادة السعودية بمقتل وجرح مدنيين ضمن عمليات القصف الجوي.
وتسبب النزاع بحدوث أزمة صحية رئيسية وأدى إلى عدم انتظام خدمات الرعاية الصحية الأولية والثانوية أو توقفها. وأغلقت 160 منشأة صحية أبوابها في مختلف أنحاء البلاد.
في 2 فبراير 2022، نشرت منظمة هيومن رايتس ووتش تقريرًا تكشف فيه عن الوضع الإنساني في اليمن وتعرض المدنيين لشتى أنواع الظلم بما فيه الاحتجاز التعسفي، والإخفاء القسري، والتعذيب من جميع أطراف النزاع. بالإضافة إلى ذلك، عرض التقرير أن الحرب في اليمن يجب أن تُحل وتتم إجراءات المساءلة والتعويض عن جميع الانتهاكات، حيث أن ضحايا الحرب يعانون من هذه الانتهاكات منذ فترة طويلة.

### الخسائر
أفادت اليونيسيف في 24 أبريل أن 115 طفل قتل و172 آخرين شوهوا نتيجه للصراع في اليمن منذ 26 مارس، حيث تشير التقديريات أن 64 طفل قتل بسبب القصف الجوي. وتقدر الأمم المتحدة أن الصراع أجبر أكثر من 100,000 طفل على النزوح من منازلهم حتى منتصف أبريل، في حين أن ثلث المُقاتلين المشاركين هم دون 18 سنة.
وفقا للأمم المتحدة، في الفترة بين (26 مارس و10 مايو 2015) قتل الصراع في اليمن و«الغارات الجوية للتحالف» على الأقل 828 مدنياً، بما في ذلك 91 امرأة و182 طفلاً، وبين 4 و10 مايو قتل 182 شخصاً. ووفقاً لهيومن رايتس ووتش أتضح أن بعض الضربات الجوية تضمنت انتهاكات للقانون الإنساني الدولي.
أعلن مكتب الأمم المتحدة لتنسيق الشؤون الإنسانية مقتل أكثر من 2288 شخص، نصفهم من المدنيين، وإصابة نحو 10 آلاف آخرين في اليمن، ونزوح أكثر من مليون شخص داخل اليمن منذ (26 مارس 2015 حتى نهاية مايو 2015). وقالت منظمة الصحة العالمية أن هناك ما يقرب من 7.5 مليون شخص يحتاجون إلى المساعدة الطبية على وجه السرعة في اليمن.
أعلنت اللجنة الدولية للصليب الأحمر أن عدد ضحايا الحرب الداخلية والغارات الجوية في اليمن منذ مارس - حتى أغسطس 2015، قد بلغ 3,800 قتيل، و19,000 جريح، و1,300,000 نازح.
في 27 أغسطس قال مكتب الأمم المتحدة لتنسيق الشؤون الإنسانية أن عدد ضحايا النزاع في اليمن بلغ 4,513 قتيل و23,509 جريح، و1,400,000 نازح.
بلغ عدد ضحايا الحرب في اليمن حتى 29 سبتمبر 5248 قتيل، و26191 مصاب، و1,400,000 نازح داخلياً، و250,000 نازح خارج اليمن. بحسب مكتب الأمم المتحدة لتنسيق الشؤون الإنسانية .

### النازحين واللاجئين
بلغ عدد النازحين في اليمن ما يقارب 250,000 نازح حتى منتصف أبريل، وحتى منتصف شهر مايو أجبر الصراع أكثر من 500,000 شخص على النزوح، وبحلول شهر يونيو 2015 كان أكثر من مليون قد نزحوا داخل اليمن، بسبب الحرب وأعمال العنف وبسبب الغارات الجوية للتحالف العربي. وبحلول أغسطس كان عدد النازحين قد بلغ 1,300,000 نازح. وبلغ العدد 1,439,118 نازح حتى سبتمبر 2015،  وقالت المفوضية العليا للأمم المتحدة لشؤون اللاجئين أن ما يقرب من 1.5 مليون شخص فروا من مناطقهم إلى مناطق أخرى داخل اليمن، وأوضاعهم صعبة وهم في حاجة إلى مساعدات طارئة، فيما قال رئيس الصليب الأحمر الدولي إن حدة الصراع في خمسة أشهر فقط جعلت من اليمن يبدو مثل سوريا بعد خمس سنوات.

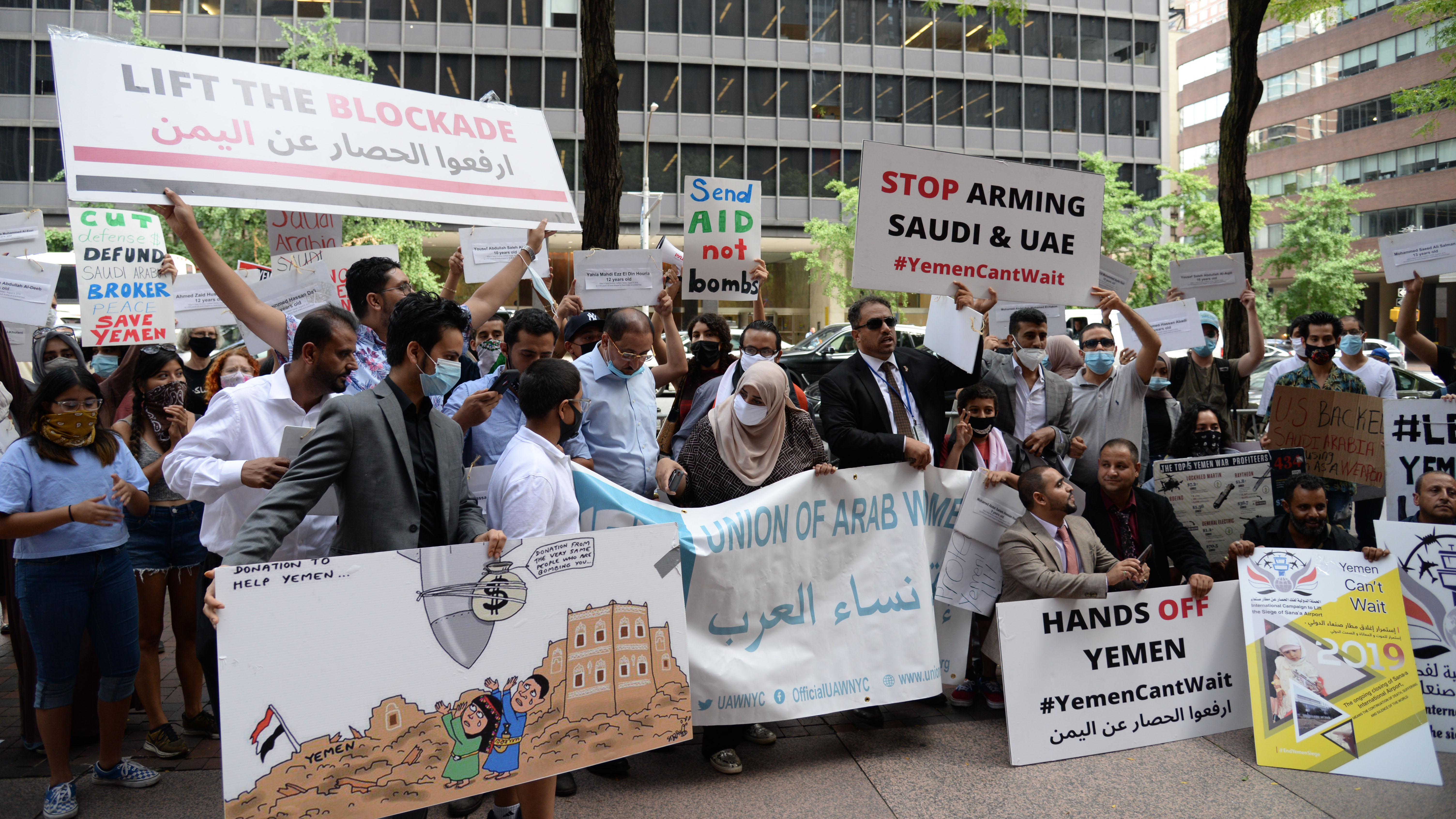
احتجاج مناهض للحرب في اليمن في 14 أغسطس 2020

بحلول 14 أكتوبر بلغ عدد النازحين داخل اليمن 2,305,048 نازح بحسب منظمة الهجرة الدولية. يضاف اليهم 40 ألف نازح على الأقل، تسبب بنزوحهم «إعصار تشابالا» في مطلع نوفمبر في أرخبيل سقطرى وحضرموت وشبوة، ويذكر أن سقطرى وحضرموت والمهرة[ ؟ ] هي المناطق الوحيدة في اليمن التي لم تصلها نيران الحرب الأهلية، بالإضافة إلى أجزاء من شبوة.
بسبب تحكم قوات التحالف العربي بممرات اليمن البرية والجوية والبحرية، بهدف منع وصول إمدادات عسكرية لقوات «صالح والحوثي» التي بدورها تغلق منافذ برية أخرى، فإن هذه الأسباب تصد أبواب الهجرة[ ؟ ] أمام كثير من اليمنيين وتمنعهم من الرحيل خصوصا بعد تفاقم الأوضاع المعيشية وتصاعد وتيرة العنف في مختلف مناطق البلاد. حيث يسافر اليمنيين الفارين من الحرب عبر طريق جوي تجاري واحد، من صنعاء إلى العاصمة الأردنية عمان، فيما تخضع هذه الرحلة الوحيدة لتفتيش في مطار بيشة المحلي في السعودية، وأن تمكن شخص من الحصول على تذكرة للسفر يصل سعرها إلى 700 دولار، فلن يصل موعدها إلا بعد عدة أسابيع. في حين يسافر آخرون براً عبر الحدود اليمنية السعودية شمالاً عبر منفذ الوديعة، ولكن اليمنيون في المحافظات التي تشهد حروباً لا يتمكنون من الوصول إلى صنعاء أو شمال اليمن للخروج إلى السعودية.
وبقي الملاذ الوحيد لمن يعانون ويلات الحرب في عدن والمحافظات المجاورة هو الفرار عن طريق البحر أملاً في الوصل بسلام إلى جيبوتي،  أو الصومال، عن طريق البحر في صوماليلاند. حيث بلغت تكلفة الرحلة من عدن حوالي 500 دولار.
| الهدف البلد:                            | عدد (اللاجئين والعائدين وآخرين) |
| --------------------------------------- | ------------------------------- |
| جيبوتي                                  | 20.295                          |
| الصومال                                 | 23.418                          |
| سلطنة عمان                              | 5.000                           |
| السعودية                                | 1.475                           |
| إثيوبيا                                 | 1.187                           |
| السودان                                 | 271                             |
| المجموع: 51646 (التاريخ: 10 يوليو 2015) |                                 |

فيما يفر سكان مدينة تعز التي تشهد معارك طاحنة عبر ميناء المخا الذي يشهد موجات نزوح واسعة مع اشتداد المعارك، حيث يهاجر ما يقرب من 400 شخص يومياً عبر قوارب وسفن متوسطة، وتصل تكلفة تهريب الفرد الواحد إلى الصومال حوالي 50 دولار لمدة 16 ساعة، وإلى جيبوتي حوالي 90 دولار لمدة 12 ساعة.
نزوح اليمنيين إلى منطقة القرن الإفريقي التي تعاني من أزمات اللاجئين على نطاق واسع، يعني أن هؤلاء اللاجئين يواجهون العديد من المخاطر حتى بعد نجاحهم في الوصول إلى هذه الدول المنتجة للاجئين الذين أعتادو أختيار اليمن كملجأ لهم، حيث يوجد في اليمن ما يقارب 250 ألف لاجئ في اليمن الغالبية العظمى منهم قدموا من الصومال.
فر أكثر من 121,000 شخص من اليمن إلى البلدان المجاورة منذ مارس حتى أكتوبر 2015.
بلغ عدد اللاجئين اليمنيين في دول الجوار حتى أكتوبر 2015 حوالي 52 ألفاً، بالإضافة إلى 30 ألف صومالي فروا من اليمن، وأستقبلت السعودية حوالي 40 ألف يمني، وجيبوتي 12 ألف يمني، وسلطنة عمان خمسة آلاف يمني، والصومال حوالي ثلاثة آلاف يمني ونحو 26 ألف صومالي. واستقبلت إثيوبيا ألف يمني من بين حوالي 11 ألف و700 لاجئ من جنسيات أخرى، فيما هرب إلى السودان خمسة آلاف لاجئ بينهم 626 يمنياً.
| التاريخ       | الوصول | الوصول    | الوصول  | الوصول     | مجموع   | المصدر          |
| التاريخ       | جيبوتي | أرض البنط | الصومال | صوماليلاند | مجموع   | المصدر          |
| ------------- | ------ | --------- | ------- | ---------- | ------- | --------------- |
| 30 أبريل 2015 | 8.896  | 2.285     |         | 1.125      | >12.300 |                 |
| 28 مايو 2015  | 14.410 | 8.452     | 95      | 3.332      | >26.200 | [ 339 ] [ 340 ] |
| 18 يونيو 2015 | 18.807 | 12.588    |         | 4.701      | >36.000 | [ 341 ]         |
| 25 يونيو 2015 | 19.752 | 12.968    |         | 5.418      | >38.000 | [ 342 ]         |

وأعلنت السفارة الأمريكية في جيبوتي تقديم دعم للاجئين اليمنيين في جيبوتي والصومال بلغت 81 مليون دولار، وذلك لتوفير المساعدات الغذائية وتأمين الاحتياجات الضرورية للاجئين كالمياه والرعاية الصحية إضافة إلى الحماية القانونية.
وقدم اللاجئين انتقادات لحكومة خالد بحاح وأتهموها بالتخلي عن النازحين واللاجئين اليمنيين بجيبوتي والصومال وابتزازهم مقابل اعادتهم إلى اليمن رغم تكفل مركز الملك سلمان للإغاثة بتكاليف اعادتهم على متن الخطوط الجوية اليمنية. فيما قدمت شكاوي بأن السلطات الجيبوتية تسطو على المساعدات المقدمة للاجئيين اليمنيين وتتلاعب بها بتعاون مع مسؤوليين يمنيين.

### الأمن الغذائي
بنهاية يونيو بلغ عدد السكان المحتاجين للمساعدة الإنسانية 21.1 مليون شخصاً أي ما يعادل 80% من إجمالي سكان اليمن، بينهم 12.2 مليون مواطن متضررون مباشرة من النزاع، ومليون شخص نازحين داخلياً وذلك حسب تقرير أصدره مكتب الأمم المتحدة لتنسيق الشؤون الإنسانية.
في 19 أغسطس حذرت منظمة الأغذية والزراعة التابعة للأمم المتحدة من «تفاقم المجاعة» في اليمن، حيث يعاني أكثر من 1.2 مليون طفل من سوء التغذية الحاد المعتدل كما يعاني أكثر من نصف مليون طفل من سوء التغذية الحاد، وكان مبعوث الأمم المتحدة إلى اليمن إسماعيل ولد الشيخ أحمد قد صرح بأن «اليمن على بعد خطوة واحدة من المجاعة»، وأظهرت دراسة لبرنامج الأغذية العالمي أن ما يقرب من 13 مليون شخص يواجهون انعدام الأمن الغذائي، بينهم 6 ملايين يعانون من انعدام الأمن الغذائي الشديد، وهم في حاجة ماسة إلى المساعدات الخارجية، وهذا يعني أن واحد من كل خمسة أشخاص من سكان اليمن يعجزون عن تدبير قوتهم اليومي. ويعد نحو 1.3 مليون نازح داخلياً في البلاد هم الأشد معاناة من انعدام الأمن الغذائي.
ووفقاً لتحليل التصنيف المرحلي المتكامل لحالة الأمن الغذائي والاوضاع الإنسانية الذي قام به برنامج الأغذية العالمي، تم تصنيف عشرة من أصل 22 محافظة في اليمن الآن بأنها تعاني انعدام الأمن الغذائي الذي يصل إلى مستوى «الطوارئ» وهي: صعدة، وعدن، وأبين، وشبوة، وحجة، والحديدة، وتعز، ولحج، والضالع، والبيضاء.
وهناك ملايين معرضون لانعدام الأمن الغذائي الشديد، ويمكن أن يصلوا بسهولة لمستوى الطوارئ ما لم يحدث تحسن كبير في توافر الغذاء وإمكانية الوصول إليه بأسعار يستطيع غالبية الناس تحملها.
ويعتبر نقص مياه الشرب مشكلة حرجة. فقد تضاعف سعر المياه في مدينة صنعاء ثلاث مرات منذ بداية النزاع نتيجة تعطل أنظمة الضخ بسبب عدم وجود وقود الديزل[ ؟ ].

### الاحتياجات المالية
دعت منظمات الإغاثة الإنسانية التابعة للأمم المتحدة إلى توفير أكثر من مليار وستمئة مليون دولار لانتشال اليمن من أزمة مدمرة زجت بالبلاد في حالة انعدام أمن غذائي حادة وتركتها على حافة كارثة إنسانية شاملة.
وقال وكيل الأمين العام للشؤون الإنسانية ومنسق الإغاثة في حالات الطوارئ، ستيفن أوبراين، خلال إطلاق النداء البالغ 1.66 مليار دولار في جنيف في 19 يونيو، إنه وسط ارتفاع حدة القتال في أنحاء اليمن، تخيم على البلاد أزمة إنسانية كارثية في ظل معاناة الأسر في البحث عن الطعام وانهيار الخدمات الأساسية في جميع المناطق.
وأضاف «لم يعد بإمكان الملايين من الأسر الحصول على المياه الصالحة للشرب والصرف الصحي المناسب، أو الرعاية الصحية الأساسية،» محذرا من انتشار «الأمراض الفتاكة مثل حمى الضنك والملاريا، وانخفاض الإمدادات اللازمة لرعاية الصدمات الحادة إلى مستويات مثيرة للقلق.»
ووفقا لدراسة جديدة صدرت مؤخرا عن منظمة الأغذية والزراعة بالأمم المتحدة، وبرنامج الأغذية العالمي، ووزارة التخطيط والتعاون الدولي، نيابةً عن الشركاء الفنيين الآخرين، أن ستة ملايين يمني على الأقل يعانون انعدام الأمن الغذائي الشديد وفي حاجة ماسة إلى المساعدات الغذائية الطارئة والمساعدات المنقذة للحياة في اليمن – وهي زيادة حادة مقارنةً بالربع الأخير من عام 2014.
وسوف يسعى النداء المعدل إلى توفير الحماية الضرورية والمساعدة المنقذة للحياة، بما في ذلك الغذاء والماء والمأوى، للفئات الأكثر ضعفا في اليمن، أي ما يقدر ب 11.7 مليون شخص.
وأضاف أدواردز، «وبالإضافة إلى شح الغذاء فإن مخزون الوقود وصل إلى مستوى خطير، مما أدى إلى تقنين الكهرباء للخدمات الأساسية مثل ضخ المياه وإجبار المنشآت الصحية على الإغلاق.»

## انتهاكات وأحداث

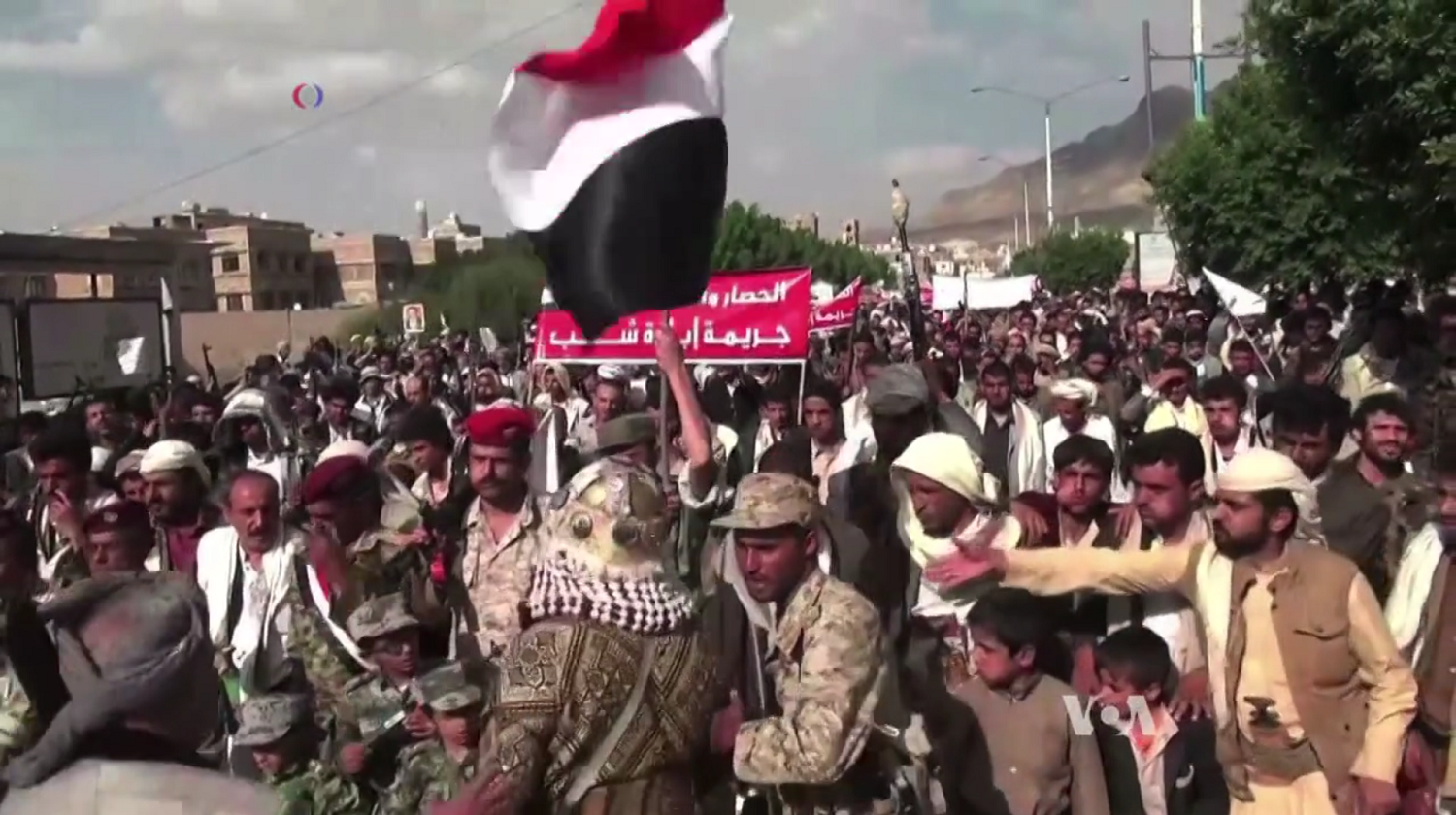
احتجاجات الحوثيين على الغارات الجوية

### حصار تعز
أعتبرت مدينة تعز أكثر المدن سقوطاً للضحايا من المدنيين في اليمن، نتيجة للقصف المتعمد من قبل الحوثيين والقوات الموالية لعلي عبد الله صالح التي تسيطر على محيط المدينة، وقالت هيومن رايتس ووتش أن القصف يتم بقذائف هاون وصواريخ غراد،  وفي النصف الثاني من أغسطس 2015 قتلت أعمال القصف والقنص 24 مدنياً على الأقل في أحياء تعز بحسب إفادة مكتب المفوض الأممي السامي لحقوق الإنسان،  وشهدت المدينة منذ أوائل أكتوبر 2015، حصاراً مطبقاً شمل المياه والأطعمة وأنابيب الغاز ومنع الحوثيون الأدوية التي ترسلها منظمة الصحة العالمية وأطباء بلا حدود من دخول المدينة،  وذكرت اللجنة الدولية للصليب الأحمر أن نصف مستشفيات المدينة أغلقت أبوابها بسبب نقص الامدادات والوقود أو جراء تضرر مرافقها أثناء القتال.
في 31 يناير 2016 نشرت هيومن رايتس ووتش تقريراً بعنوان «الحوثيون يمنعون دخول سلع حيوية إلى تعز»، قالت فيه أن قوات الحوثيين التي تفرض حصاراً على المدينة قيدت على مدار شهور دخول الإمدادات الغذائية والطبية إلى المدنيين في تعز، ووصفت مُصادرة السلع الأساسية للسكان المدنيين ومنع المساعدات الإنسانية بأنها انتهاكات جسيمة للقانون الإنساني الدولي. وقدرت الأمم المتحدة نزوح ثلثي سكان مدينة تعز إلى خارجها بسبب اشتداد الحصار.

### زرع الألغام
زرع الحوثيين ألغام مضادة للأفراد في عدن وأبين، بحلول 12 أغسطس، قامت الفرق المختصة بإزالة 91 لغماً مضاداً للأفراد، تنقسم إلى نوعين، في عدن، و666 لغما مضادا للعربات، و316 عبوة ناسفة بدائية الصنع، وعدد من القنابل اليدوية والقذائف والصواعق. كما قال المسؤولون إن عرباتهم ومعدات الحماية وأغراض أخرى تابعة لهم نُهبت أثناء المعارك الأخيرة في عدن.
تسببت الألغام الأرضية بمقتل 98 شخصاً وإصابة 332 آخرين، في عدن وأبين ولحج[ ؟ ]، منذ منذ سيطرة الحكومة عليها في منتصف يوليو حتى 19 أغسطس. حيث قدرت عدد الألغام في المحافظات الثلاث بأكثر من 150 ألف لغم.
حيث زرع الحوثيون الألغام في مناطق وطرقات المحافظات الجنوبية الأربع التي تم دحر الحوثيين منها - عدن وأبين والضالع ولحج - وذكر التقرير الحكومي أن «مشكلة الألغام لم تقتصر على المحافظات الأربع المذكورة فقط، بل طاولت محافظات وسط اليمن أيضاً، إذ ظهرت حوادث الألغام الأرضية في كل من محافظة تعز والبيضاء ومحافظة مأرب ومحافظة شبوة».
وقال «المركز التنفيذي للبرنامج الوطني للتعامل مع الألغام فرع عدن، أنه استطاع جمع نحو 1173 لغماً وقطعة ذخيرة غير متفجرة، بين 13 يوليو و10 أغسطس».
وبعد سيطرة القوات الحكومية على مأرب[ ؟ ]، بدأت فرق متخصصة بنزع ما قدر ب17,000 لغم زرعه الحوثيين في مأرب.

### اعتقالات تعسفية
في 30 أغسطس أغلق الحوثيين عددا من شوارع صنعاء وبدأوا بشن حملة اعتقالات واسعة في صفوف معارضيهم ومؤيدي العمليات العسكرية ضدهم، حيث طوّق الحوثيون عشرات المنازل في حي شملان غربي صنعاء وبدأوا باعتقال العشرات من الناشطين، وكانت تقارير أصدرتها منظمات حقوقية يمنية بينها «منظمة هود» و«مركز صنعاء الإعلامي» ذكرت وجود قرابة أربعة آلاف معتقل في سجون يسيطر عليها الحوثيون في صنعاء وعمران وذمار وإب والحديدة فيما يعتقل عشرات آخرون في سجون سرية غير معروفة.
ويقبع 13 صحفيا منذ عدة أشهر في سجون الحوثيين بتهمة تأييد العمليات العسكرية التي تنفذها قوات التحالف بقيادة السعودية في اليمن.
قالت «هيومن رايتس ووتش» إن الحوثيين والسلطات الأخرى في صنعاء قد احتجزت تعسفا وعذبت وأخفت قسراً عدداً كبيراً من الخصوم. من بين مئات حالات الاحتجاز القسري التي بلّغت بها منظمات يمنية منذ سبتمبر 2014، وثقت هيومن رايتس ووتش أواخر 2016 حالتي وفاة رهن الاحتجاز و11 حالة تعذيب وسوء معاملة مزعومة، بينها حالة إساءة إلى طفل.
وثقت هيومن رايتس ووتش منذ أغسطس 2014 حالات احتجاز تعسفي على يد السلطات في صنعاء، بحق 61 شخصا على الأقل. منذئذ أفرجت السلطات عن 26 شخصا على الأقل، لكن ما زال 24 آخرون وراء القضبان، ومات 2 رهن الاحتجاز. لم يتمكن الأهالي من معرفة مصير ومكان 9 رجال آخرين، يبدو أنهم أُخفوا قسرا. يبدو أن العديدين أوقفوا لصلات تربطهم بحزب الإصلاح، لكن تم أيضا توقيف طلاب وصحفيين ونشطاء وأعضاء من طائفة البهائيين لدوافع سياسية على ما يبدو.
في يونيو 2016 كان الحوثيون والمؤتمر الشعبي العام يحتجزون 3760 شخصا إجمالا، بحسب تقارير إعلامية، كما في تقرير هيومن رايتس ووتش.
وفي مارس 2020، نشرت أسوشيتد برس أن هيومن رايتس ووتش اتهمت القوات العسكرية السعودية والقوات اليمنية المدعومة من السعودية بارتكاب انتهاكات بحق المدنيين في محافظة المهرة، حيث وثق التقرير 16 حالة احتجاز تعسفي و 5 حالات لمحتجزين نُقلوا بشكل غير قانوني إلى السعودية.

### اطلاق الصواريخ البالستية على مأرب
منذ تمكن القوات الحكومية من إخراجهم منها، تعتبر مدينة مأرب الأكثر استهدافاً بالصواريخ البالستية من مليشيا الحوثي وصالح، حيث بلغت عدد الصواريخ التي أسقطتها الدفاعات الجوية في مدينة مأرب خلال الفترة من 20 أكتوبر وحتى 30 أكتوبر 2016، 13 صاروخاً بالستياً حسب القوات الحكومية.

## دعوات وقف إطلاق النار

### مؤتمر جنيف
أعلن الأمين العام للأمم المتحدة بان كي مون في 20 مايو 2015 عن بدء محادثات مؤتمر جنيف بشأن اليمن في نهاية مايو، الحكومة اليمنية المتمركزة في الرياض قد رفضت المشاركة في المحادثات التي كان مقرر اجراؤها في 28 مايو، وأعلنت تمسكها بضرورة تطبيق قرار مجلس الأمن التابع للأمم المتحدة رقم 2216. وطالب الحوثيين وقف الحرب عليهم كشرط لدخولهم المفاوضات في جنيف،  وتأجل الموعد حتى 14 يونيو ومن ثم حتى 16 يونيو،  وأفتتح الأمين العام للأمم المتحدة بان كي مون محادثات السلام اليمنية في جنيف الأثنين 16 يونيو بالدعوة إلى وقف إطلاق النار لأسباب إنسانية، ولا يزال الطرفان يرفضان خوض أي مباحثات مباشرة. ورفض الحوثيين الحوار مع حكومة الرئيس عبد ربه منصور هادي، وطالبوا بالتحاور مع السعودية مباشرة، التي تقود عمليات عسكرية ضد الحوثيين وحلفائهم من الجيش، وأعلن الرئيس اليمني أن النقاش مع الحوثيين وحلفائهم في جنيف سينحصر في القرار الدولي 2216 الداعي إلى انسحابهم من المناطق التي سيطروا عليها.
وفي 19 يونيو قال وزير الخارجية اليمني إن المفاوضات أنتهت دون التوصل لأي إتفاق.

### مساعي ولد الشيخ
التقى مبعوث الأمم المتحدة الخاص لليمن إسماعيل ولد الشيخ أحمد في القاهرة مسؤولين في حزب المؤتمر الشعبي العام - الذي يرأسه صالح - لبحث التوصل إلى حل سياسي للصراع في اليمن.

### الوساطة العمانية
فر الرئيس هادي إلى عمان من عدن مع بدء الحرب الأهلية، وبعد التدخل العسكري في اليمن من قبل الدول الخليجية، بقيت سلطنة عمان هي الملجأ لقادة الحوثيين للانتقال منها إلى دول العالم، ولإجراء محادثات ومفاوضات مع الطرف الحكومي.
توجه وفد للحوثيين وصالح إلى مسقط[ ؟ ] في 8 أغسطس للقاء المبعوث الأممي لليمن، الذي يبحث وقف إطلاق النار وذلك في الوقت الذي تتراجع فيه سيطرة الحوثيين وصالح على مناطق واسعة جنوب ووسط اليمن.

## وساطة الأمم المتحدة 2023
في 23 ديسمبر 2023 تم الإعلان عن وقف لإطلاق النار يشمل عموم البلاد وجاء ذلك عبر إعلان المبعوث الأممي لليمن "هانز جروندبرج" إلى أنه تم الاتفاق للالتزام بمجموعة من التدابير تشمل وقفاً لإطلاق النار يشمل عموم البلاد، وإجراءات لتحسين الظروف المعيشية، والانخراط في استعدادات لاستئناف عملية سياسية جامعة تحت رعاية الأمم المتحدة، وصرح "جروندبرج"،إن ذلك الالتزام جاء بعد سلسلة اجتماعات مع الأطراف في السعودية وسلطنة عُمان، بما في ذلك مع رئيس مجلس القيادة الرئاسي رشاد العليمي، وكبير مفاوضي جماعة "الحوثي" محمد عبد السلام. وقال جروندبرج إن هنالك خارطة طريق سترعاها الأمم المتحدة ستشمل، من بين عناصر أخرى، التزام الأطراف بتنفيذ وقف إطلاق النار على مستوى البلاد، ودفع جميع رواتب القطاع العام، واستئناف صادرات النفط، وفتح الطرق في تعز وأجزاء أخرى من اليمن، ومواصلة تخفيف القيود المفروضة على مطار صنعاء وميناء الحديدة.